# Fasole
Fasolea comună (Phaseolus vulgaris) este o plantă leguminoasă agățătoare, anuală, erbacee  cultivată în întreaga lume pentru semințele sale comestibile uscate sau păstăile verzi, necoapte. Este originară din Mexic și adusă în Europa ca parte a schimbului columbian în 1528. Este una dintre cele mai vechi alimente cunoscute de om și a fost o parte importantă a dietei umane din cele mai vechi timpuri . 
Din punct de vedere al modului de creștere, fasolea poate fi fie pitică (oloagă), fie urcătoare, asemeni fasolei sălbatice. Atât tecile cât și boabele diferă foarte mult ca dimensiuni și culori. Exista peste 14,000 de soiuri în întreaga lume. În anul 2000, consumul mediu de fasole uscată la nivel mondial era estimat la 2.2 Kg pe cap de locuitor pe an.
Fasolea boabe crudă sau insuficient gătită conține o proteină toxică numită fitohemaglutinină care poate fi inactivată prin înmuierea fasolei în apă preț de câteva ore, apă care ulterior va fi aruncată,  și apoi fierberea fasolei la temperaturi mari de minim 10 minute, de preferat 30 de minute. 

## Etimologie
Grecii antici au folosit cuvântul φάσηλος (phasolus) cu referire la fasolile de origine asiatică ce erau răspândite în Europa Antică . Romanii au folosit atât romanizatul faseolus cât și nativul faba cu referire la specii distincte de fasole pre-Columbiană , faseolus probabil referindu-se la specii din genul Vigna cu boabe mici, cum ar fi fasolea cu ochi negru  și/sau fasolea chinezească și fava la fasole cu bobul mai mare, cum ar fi fasolea fava. Când Phaseolus vulgaris a ajuns în Europa în secolul al XVI-lea, ea nu era decât un alt bob în păstaie, de dimensiune mică-mijlocie, deci acoperit de sensul deja existent.
În limba română, cuvântul „fasole” provine din neogrecul φασόλι (fasóli). El este folosit atât pentru Phaseolus vulgaris, cât și pentru celelalte tipuri majore de fasole cultivată comercial care aparțin altor specii, cum ar fi fasolea gigant (elefant) (Phaseolus coccineus), fasolea lima (Phaseolus lunatus), fasolea chinezească (Vigna unguiculata subsp. sesquipedalis), fasolea japoneză (Adzuki) (Vigna angularis), fasolea-zambilă (Lablab purpureus), fasolea mung (Vigna radiata) și bobul (fasole fava) (Vicia faba). 
Similar, celelate limbi europene sau adiacent-europene au preluat cuvântul fie direct din greaca veche, fie ulterior din latină: italiană fagiolo, spaniolă frijol, portugheză feijão, catalană fesol, rusă fasolya, poloneză fasola zwykła, albaneză fasule, turcă fasulye, greaca modernă φασολάκια / phasolákia, φασόλι / phasóli.
De notat că numele bobului de fasole era ayacotl în nahuatl (limba aztecilor), búul în limba mayașilor și purutu în quechua (limba incașilor). În consecință, în unele populații ale Americilor cuvântul este derivat nu din phaseolus, ci din limbile locale, de exemplu i se spune poroto în spaniola chileană. Jacques Cartier relatează că irochezii din Saint Lawrence l-au numit sahé.

## Taxonomie
Din punct de vedere botanic, fasolea, împreună cu alte specii Phaseolus, este o membră a familiei de leguminoase Fabaceae. 
Prima descriere botanică a fasolei comune, sub numele de Smilax hortensis, este atribuită botaniștilor Hieronymus Bock și Leonhart Fuchs în 1542.
În Species Plantarum din 1753, Linnaeus a clasificat fasolea cunoscută la vremea lui în genurile Phaseolus și Dolichos, enumerând 11 specii de Phaseolus, inclusiv 6 specii cultivate și 5 specii „sălbatice”.
Fasolile asiatice atribuite cândva genului Phaseolus au fost transferate în genul Vigna, Vicia saul Lablab, astfel că genul Phaseolus include acum exclusiv specii de origine americană .

## Descriere
Toți membrii sălbatici ai speciei sunt plante cățărătoare  , dar soiurile de fasole domestică sunt clasificate fie ca fasole pitică (de tufiș), fie ca fasole cățărătoare (urcătoare), în funcție de stilul lor de creștere. 
Fasolea are o rădăcină principală nedominantă cu multe rădăcini laterale. Rădăcinile pot atinge o adâncime de 1 m dacă solul este bine afânat. La fel ca majoritatea membrilor familiei de leguminoase Fabaceae, fasolea comună își ia azotul de care are nevoie printr-o asociere cu diazotrofe din genul Rhizobium, care sunt bacterii fixatoare de azot. Bacteriile cu care rădăcinile sunt cel mai frecvent în simbioză sunt Rhizobium etli și Rhizobium phaseoli. Condițiile optime pentru dezvoltarea nodulilor sunt o temperatură de 25 până la 30° C și un pH de 6 până la 7. Cantitatea de azot fixată poate ajunge la 200 Kg la hectar.
Soiurile pitice formează tufișuri erecte 20–60 cm înălțime, în timp ce soiurile urcătoare ajung la 2–3 m înălțime. Soiurile urcătoare au tulpini ce se înfășoară în jurul suportului lor în sens invers acelor de ceasornic. 
Toate soiurile au frunze alternative, verzi sau violet, care sunt împărțite în trei foliole ovale, cu margini netede , fiecare de câte 6–15 cm lungime și 3–11 cm lățime. Florile sunt albe, roz sau violet de aproximativ 1 cm lungime. Sunt hermafrodite și au 10 stamine. Ovarul, superior, este alcătuit dintr-un singur carpel cu placentație parietală. Deoarece florile sunt închise (cleistogamie), fertilizarea este în principal autogamă. Acest caracter facilitează selecția liniilor pure și menținerea soiurilor stabile.
Florile fac păstăi de 8–20 cm lungime și 1–1,5 cm lățime. La anumite soiuri se dezvoltă structuri fibroase de-a lungul păstăii, care formează, într-un stadiu mai mult sau mai puțin avansat de maturitate, o „ață". Soiurile cu „ațe” se consumă de obicei uscate, ca boabe, sau ca fasole verde numai dacă păstăile sunt recoltate foarte imature. Păstăile pot fi verzi, galbene, negre sau violet, fiecare conținând 4-8 boabe de fasole de diferite dimensiuni, forme și culori. 
Boabele sunt netede, plinuțe, până la 1,5 cm lungime. Cea mai comună formă se numește „în formă de rinichi”, formă tipică pentru fasole, dar se pot găsi boabe mai sferice (de unde și denumirile locale de „mazăre” sau „măzăriche”  dat anumitor soiuri). Semințele sunt mai mult sau mai puțin mari, cele mai mari fiind selectate în soiurile decojite. Ele variază foarte mult în culori și sunt adesea pătate în două sau mai multe culori. Semințele își pot păstra capacitatea germinativă timp de 3 până la 5 ani.
Ca în cazul majorității speciilor din genul Phaseolus, genomul fasolei are 11 perechi de cromozomi (2n = 22). Cu perechi de baze k625 per genom haploid, este cea mai mică din familia leguminoaselor  .

## Istorie

Zone de domesticire a fasolei comune
1 – Zona Mesoamericană
2 – Zona Andină

Fasolea comună are o lungă istorie de cultivare. Varianta sălbatică a lui P. vulgaris este originară din America. Inițial s-a crezut că a fost domesticită separat în Mezoamerica și în regiunea sudică a Anzilor, ceea ce ar fi rezultat în două grupuri genetice distincte ale fasolei domestice.  Însă analizele genetice recente arată că a fasolea a fost domesticită mai întâi în Mexic și apoi au apărut cele două grupuri genetice distince: Mesoamerican și Andean acum 8000 de ani .
Fasolea, dovleceii și porumbul sunt trei culturi mezoamericane numite „Trei surori”, fiind legume care au fost plantate împreună de către amerindieni   .
Fasolea comună a ajuns în Europa ca parte a schimbului colombian. Cristofor Columb a descoperit-o în Nuevitas (Cuba) în timpul primei sale călătorii din octombrie 1492 . Ulterior, alți exploratori au descoperit-o în diferite părți ale Americii de Nord și de Sud. În 1528, Papa Clement al VII-lea a primit câteva boabe de fasole albă . Cinci ani mai târziu, acesta i-a făcut cadou o pungă cu fasole nepoatei sale, Caterina de' Medici, cu prilejul nunții ei cu Prințul Henri al Franței, împreună cu comitatul Lauragais, al cărui centru este Castelnaudary, acum sinonim cu mâncarea de fasole albă numită cassoulet.
Fasolea din genul Phaseolus s-a răspândit peste tot în Europa, înlocuind fasolea din genul Vigna și alte genuri de origine asiatică ce era cultivate în Europa în perioada ante-Columbiană pentru că este mai ușor de cultivat și are randamentul la hectar mai mare.

## Cultivare

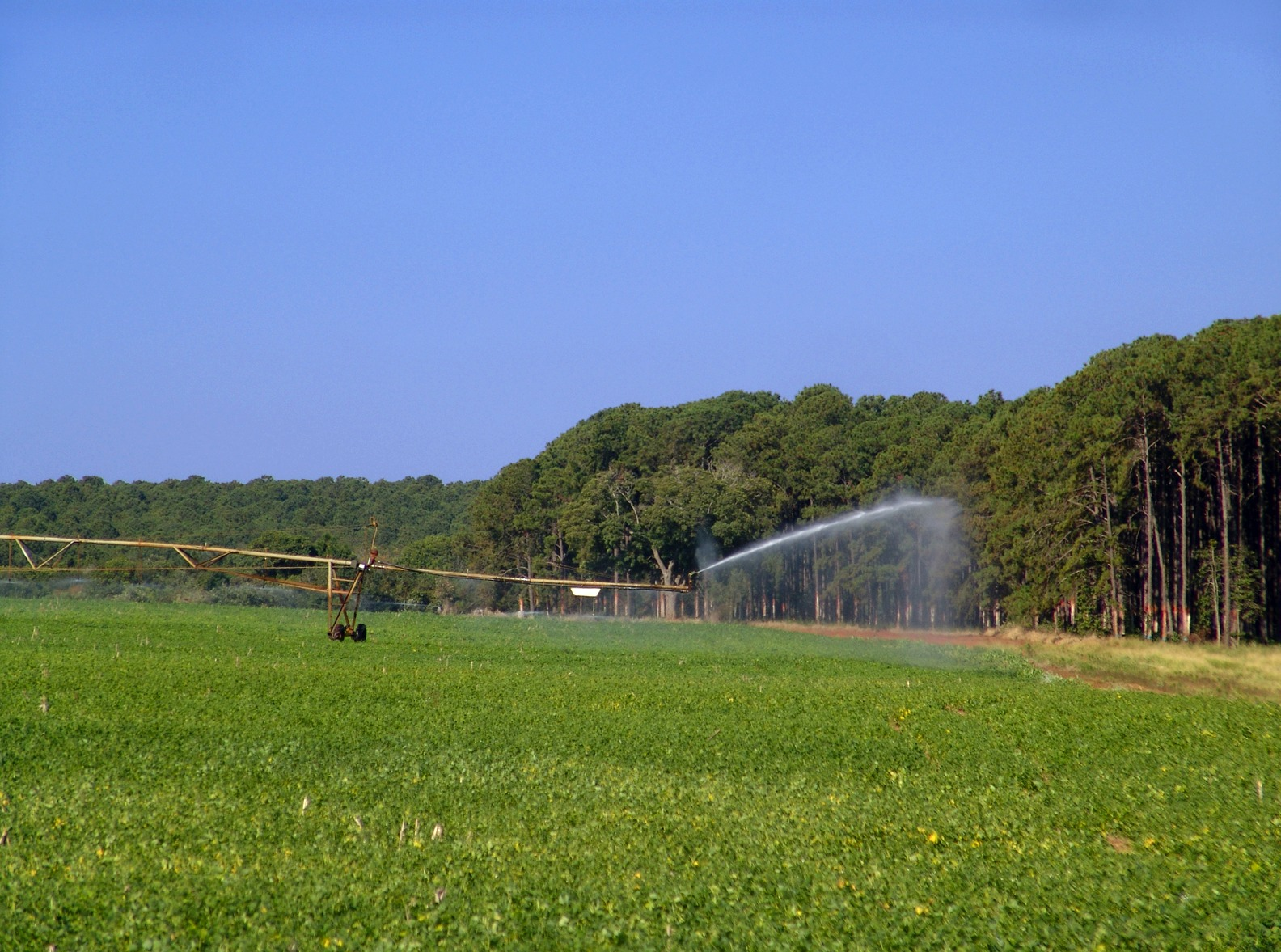
Irigarea mechanizată a unui câmp de fasole din Brazilia

Stilul de creștere al plantei (urcătoare versus pitică) este determinat în principal de genomul acesteia, dar condițiile ecologice de-a lungul ontogeniei plantei pot de asemena să influențeze dezvoltarea ei. De exemplu, o temperatură ridicată (30° C) în prima fază de dezvoltare a frunzelor trifoliate declanșează întotdeauna un stil de cățărare . 
Fasolea se cultivă atât în zonele cu climat mai răcoros, cât și în cele cu un climat mai cald, deși preferă anotimpurile calde. Fasolea este sensibilă la deficiențe în diferite oligoelemente, inclusiv cupru, molibden, mangan, zinc și are o toleranță redusă la salinitate .
Este o plantă foarte sensibilă la frig; frunzișul îngheață de la - 1 °C. Semănarea trebuie să se producă atunci când temperatura medie ajunge la 15° C, adică pe la mijlocul lunii mai în emisfera nordică, sfârșitul lunii aprilie în climat mediteranean, sfârșitul lunii mai în climat continental. Semănatul se poate efectua până la sfârșitul lunii iunie sau sfârșitul lunii iulie sau chiar începutul lunii august, în funcție de regiune și soiuri, astfel încât să se permită recoltarea înainte de primul îngheț. Un număr mare de eșecuri se datorează însămânțării prea devreme. Căldura extremă, de peste 32 °C estedăunătoare fasolei, determinând căderea florilor și păstăilor .
Fasolea preferă solurile neutre (pH optim = 6,5), dar se poate adapta și la soluri cu pH mai basic, de exemplu într-un sol nisipos se poate dezvolta bine și cu pH de până la 8,5. Dacă solul este ușor și nisipos, se adaugă turbă umedă, compost sau gunoi de grajd. Dacă solul este foarte acid, se adaugă var.
Pentru un randament bun, este necesar să nu fie îngropate prea mult semințele (un proverb francez spune: „fasolea trebuie să-și vadă stăpânul plecând”). Solul trebuie sa fie bine afânat pentru că în timpul germinării, cotiledoanele sunt ridicate din pământ prin creșterea rădăcinii.
În legumicultură, însămânțarea, în cuiburi sau rânduri, se face adesea cu boabe înmuiate anterior. Rândurile de însămânțare trebuie să fie distanțate la 40 până la 50 cm unul de celălalt pentru soiurile pitice și 70 până la 80 cm  pentru soiurile urcătoare. Cultivarea pe scară largă cu ajutorul semănătorilor se face numai pentru soiuri pitice.
Udarea este adesea necesară deoarece ciclul de creștere are loc în cele mai calde perioade ale anului. Cel mai bine este ca irigarea să se facă prin șanțuri sau la rădăcină prin curgere directă pe pământ fără a atinge frunzele și florile pentru a evita promovarea bolilor. Deci în cultura de câmp, unde se practică irigarea prin aspersie, se preferă soiuri rezistente la antracnoză și viruși. Dacă drenajul nu este bun, se poate forma o movilă de pământ unde să se planteze fasolea. 
Fasolea se remarcă prin capacitatea sa de a fixa azotul în solul unde este cultivată și de aceea este ideală pentru rotația culturilor pentru a menține terenurile fertile .

### Probleme de cultivare

#### Dăunători

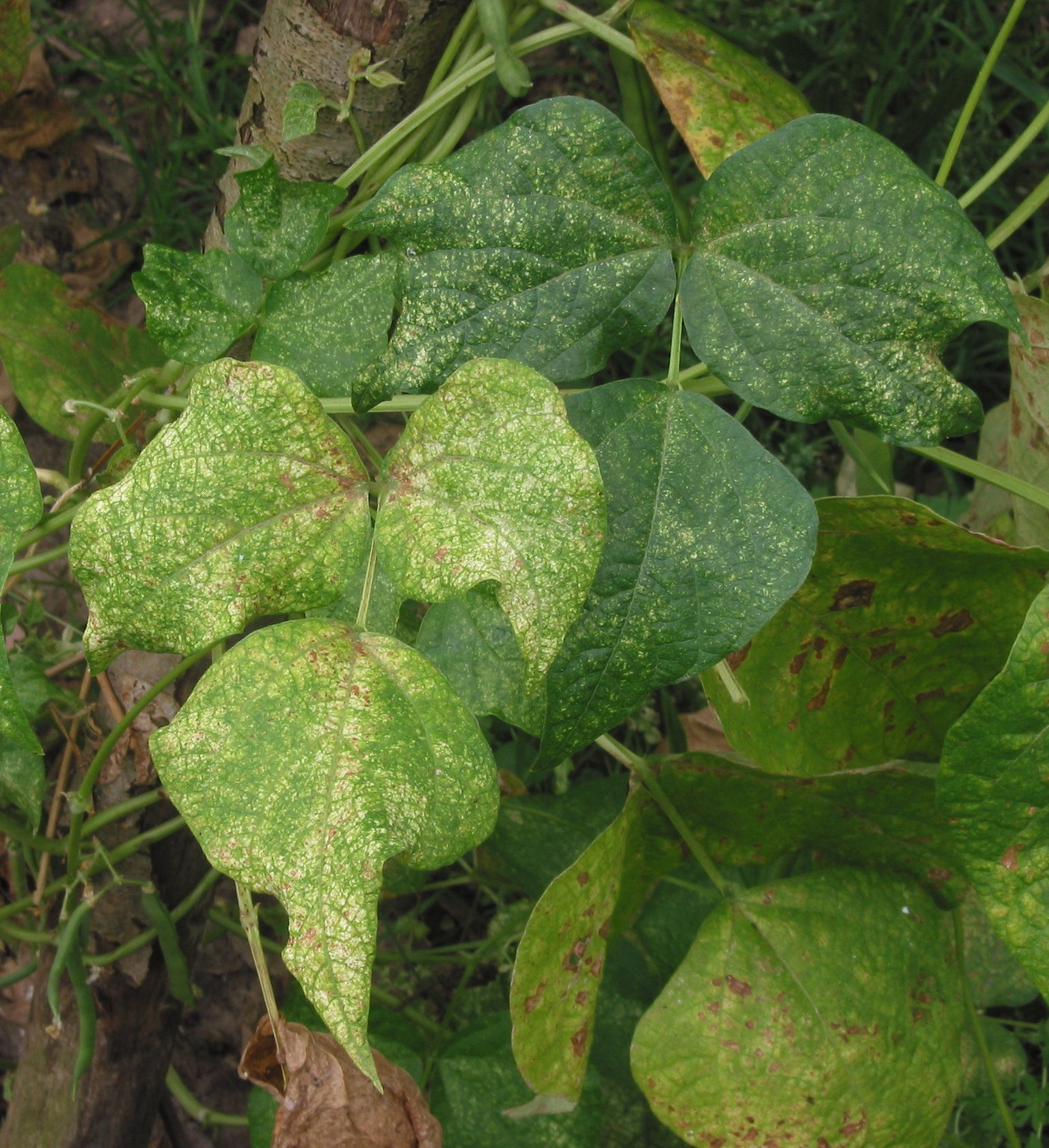
Planta de fasole atacată de acarianul păianjen țesător (Tetranychus urticae)

Fasolea este vulnerabilă la un număr mare de dăunători, inclusiv gasteropode, insecte, acarieni și nematode.

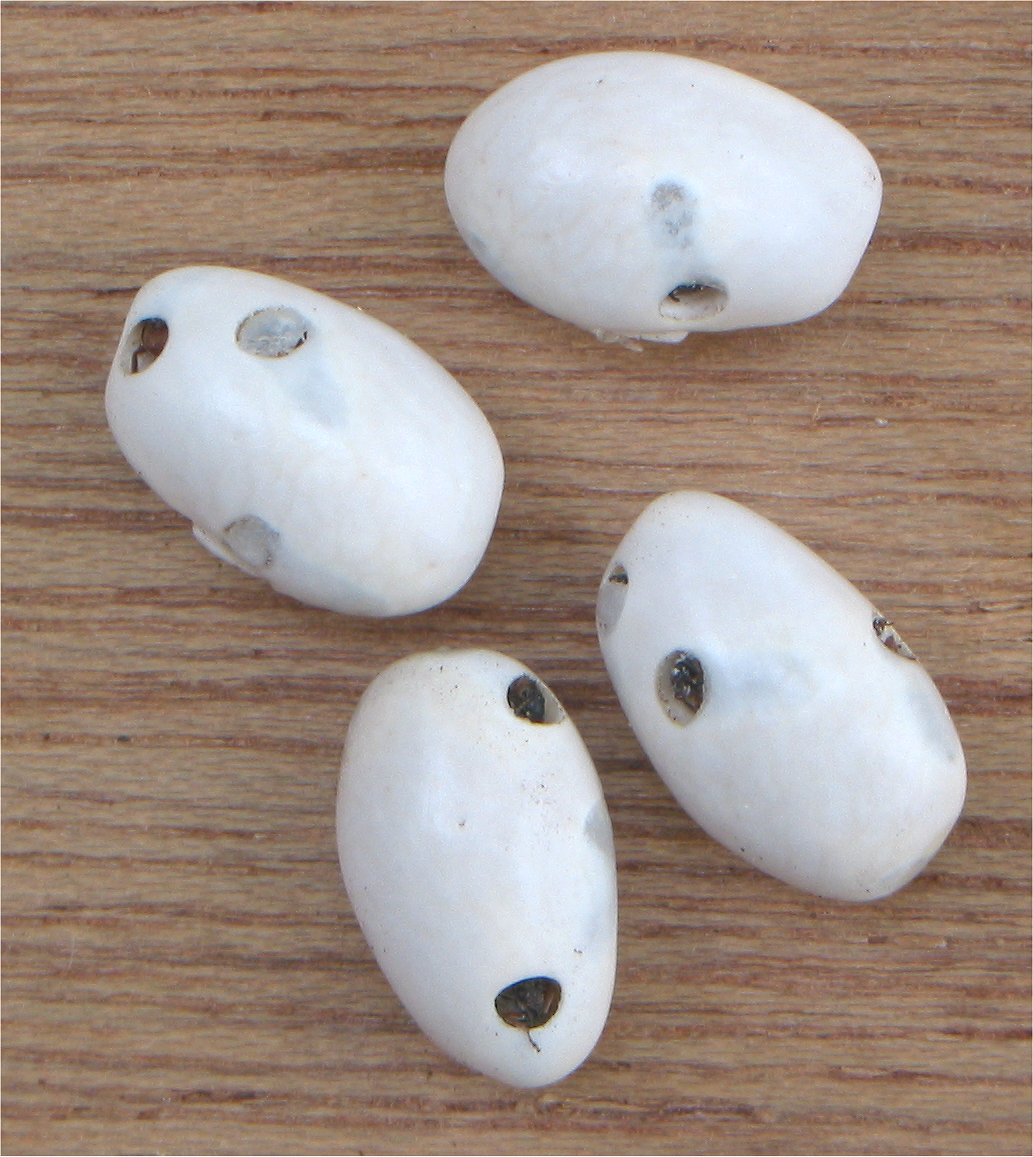
Semințe de fasole parazitate de gărgărița fasolei (Acanthoscelides obtectus)

Melcii și limacșii pot distruge complet răsadurile. Acarianul păianjen țesător (Tetranychus urticae) atacă frunzișul în anii secetoși, făcându-l să se decoloreze și să apară pete albicioase. Musca răsadului (Delia platura), care atacă diferite plante legumicole și cereale, provoacă daune răsadurilor cu larvele sale care mănâncă cotiledonii și mugurii terminali, provocând atrofia și moartea plantelor. Gărgărița de fasole (Acanthoscelides obtectus) este un gândac mic a cărei larvă trăiește în interiorul semințelor de fasole depozitate și poate provoca daune semnificative . Această insectă are nevoie de o temperatură peste 14 °C să se dezvolte. Dacă întrunește condiții favorabile, într-un stoc de semințe se pot succeda până la patru generații și mai multe larve pot ocupa simultan aceeași fasole . Lupta împotriva acestui dăunător necesită tratamente insecticide atât pe culturile destinate recoltării semințelor, cât și pe semințele depozitate, prin fumigație în vid.
Printre dăunători se numără și miridele Calocoris norvegicus și Lygus campestris și molia leguminoaselor (Etiella zinckenella). 
Fasolea are reputația de a fi respingătoare pentru gândacul de Colorado.

#### Boli
Multe boli fungice, bacteriene sau virale pot afecta culturile de fasole. 
Grăsimea de fasole, cauzată de bacterii, inclusiv Pseudomonas syringae pv phaseolicola și Xanthomonas campestris pv phaseoli, are ca rezultat apariția unor pete uleioase galben-portocalii pe frunze, păstăi și semințe. Apoi apare necroza pe frunze și păstăi. Prevenirea presupune utilizarea de semințelor sănătoase certificate. În Franța, de exemplu, prin decret ministerial există două zone unde sunt implementate reguli foarte stricte pentru a preveni aceeastă boală și care produc semințe certificate: colectarea și analiza probelor, inspecții de monitorizare pe câmpurile de producție, distrugerea rapidă și sistematică a parcelelor infectate, un sistem de compensarea fermierilor afectați.
Multe ciuperci afectează fasolea. Antracnoza de fasole, cauzată de o ciupercă filamentoasă, Colletotrichum lindemuthianum, provoacă necroză, sub formă de pete negre pe frunze, care se pot extinde până la tulpini și păstăi. Există soiuri rezistente . Alte ciuperci care afectează fasolea sunt rugina fasolei (Uromyces appendiculatus și Uromyces phaseoli), putregaiul cenușiu (Botrytis cinerea), putregaiul carbonic (Macrophomina phaseolina), mucegaiul fasolei (Phytophthora phaseoli), sclerotina sau putregaiul alb (Sclerotina sclerotiorum), boala piciorului de fasole (Fusarium phaseoli). Făinarea fasolei americane, cauzată de Erysiphe polygoni, este limitată în regiunile calde ale Lumii Noi. 
Mozaicul de fasole comună, cauzat de un virus, este transmis prin semințe și afide. Determină apariția de vezicule pe frunze, mai mult sau mai puțin decolorate, prezentând aspect de mozaic, și rularea capeților foliolelor. Mozaicul de fasole galbenă, o altă boală virală, este mai puțin frecventă decât cea anterioară. Mozaicul auriu al fasolei este unic în America tropicală.

#### Remedii contra dăunătorilor și bolilor
Lupta împotriva dăunătorilor și bolilor se bazează pe combinarea diferitelor metode: folosirea de soiuri rezistente și semințe sănătoase, lipsite de germeni patogeni, tratate cu fungicide, vernalizare (trecere printr-o perioadă de îngheț sau frig constant), asolament, irigare controlată fără exces și la rădăcină, utilizarea de auxiliare de cultură împotriva acarienilor sau utilizarea fungicidelor și insecticidelor adecvate. Au fost create noi soiuri care sunt mai rezistente la boli, bacterii și virusuri precum Pseudomonas, Colletotrichum, Fusarium, Xanthomonas, BCMNV, BYMV 

## Producție, depozitare și comercializare
| Țară                       | (millioane de tone) |
| -------------------------- | ------------------- |
| India                      | 6.2                 |
| Myanmar                    | 4.8                 |
| Brazilia                   | 2.9                 |
| Statele Unite ale Americii | 1.7                 |
| China                      | 1.3                 |
| Tanzania                   | 1.2                 |
| Mexic                      | 1.2                 |
| Uganda                     | 1.0                 |
| Kenya                      | 0.8                 |
| Etiopia                    | 0.6                 |
| Lume                       | 21.7                |
| Sursa: FAOSTAT a ONU       |                     |

| Țară                  | (millioane de tone) |
| --------------------- | ------------------- |
| China                 | 18.7                |
| Indonezia             | 0.9                 |
| Turcia                | 0.7                 |
| India                 | 0.7                 |
| World                 | 23.6                |
| Soursa: FAOSTAT a ONU |                     |

Fasolea este cultivată pe fiecare continent, cu excepția Antarcticii. La nivel mondial, 22 milioane de tone de fasole uscată și 24 milioane de tone de fasole verde au fost culese în 2018 și 2016, respectiv. În 2018, India a fost cel mai mare producător de fasole uscată, în timp ce China a produs 79% din totalul mondial de fasole verde (tabel). 
Recoltarea se face, în funcție de soi, de la 40 de zile pentru recoltarea în păstăi imature și la două luni și jumătate până la trei luni de la semănat pentru recoltarea de boabe uscate. Pentru acestea din urmă este de preferta ca recoltarea să se facă atunci când păstăile au îngălbenit, dar înainte ca acestea să fie complet uscate, pentru a evita căderea semințelor la pământ. Nivelul ideal de umiditate a semințelor în timpul recoltării este de 15-16 %, în timp ce se ridică la 50 % la maturitatea lor fiziologică. Decojirea se face manual ininte de anii '50, când au apărut treieratoarele mecanice  .
La amerindieni, era cultivată în mod tradițional alături de porumb și dovleac (această asociație se numește Cele Trei Surori, prima plantă servind ca țăruș pentru fasole și dovleceii ca acoperire a solului, în timp ce nodulii rădăcinilor fasolei fixează azotul în aer, permițând celor trei plante să beneficieze împreună de această fertilizare). 
Fasolea uscată se poate păstra pe termen nelimitat dacă este depozitată într-un loc răcoros și uscat, dar pe măsură ce trece timpul, valoarea nutritivă și aroma se degradează, iar timpul de gătire se prelungește.

## Utilizare
Se folosesc în bucătărie atât semințele sale comestibile uscate cât și păstăile verzi, necoapte. Frunza sa este de asemenea folosită ocazional ca legumă, iar paiul ca furaj, deși e sarac în nutrienți. În anul 2000, consumul mediu de fasole uscată la nivel mondial era estimat la 2.2 Kg  pe cap de locuitor pe an, cu variații mari în funcție de continent: America Latină, 9,4 kg , America de Nord, 5,5 kg , Africa, 2,2 kg , Asia, 1,3 kg , Europa, 0,7 kg  (sursa FAO)  .

### Fasolea uscată
Fasolea uscată, numită și fasole boabe, se referă la bobul matur scos din păstăi. Ea este de obicei gătită prin fierbere, adesea după ce a fost înmuiată în apă timp de câteva ore. În timp ce înmuierea nu este strict necesară, ea scurtează timpul de gătire și are ca rezultat boabe cu textura mai uniformă. În plus, înmuierea fasolei elimină 5 până la 10% din zaharurile producătoare de gaze care pot provoca flatulență pentru unii oameni.  Metodele includ înmuierea simplă peste noapte și metoda de înmuiere puternică, în care fasolea este fiertă timp de trei minute și apoi lăsată deoparte timp de 2-4 ore. Înainte de gătit, apa de înmuiere este scursă și aruncată. Fasolea uscată ia mai mult timp să fiarbă decât majoritatea legumelor: timpii de gătire variază de la una până la patru ore, dar se reduc substanțial la gătirea sub presiune.
În Mexic, America Centrală și America de Sud, condimentul tradițional folosit cu fasole este epazotul, despre care se spune că ajută la digestie. În Asia de Est, un tip de alge marine, kombu, se adaugă fasolei pe măsură ce se e gătită în același scop. 
Fasolea uscată poate fi, de asemenea, cumpărată gătită și conservată ca fasole prăjită sau întregă cu apă, sare și uneori zahăr.

### Fasolea verde

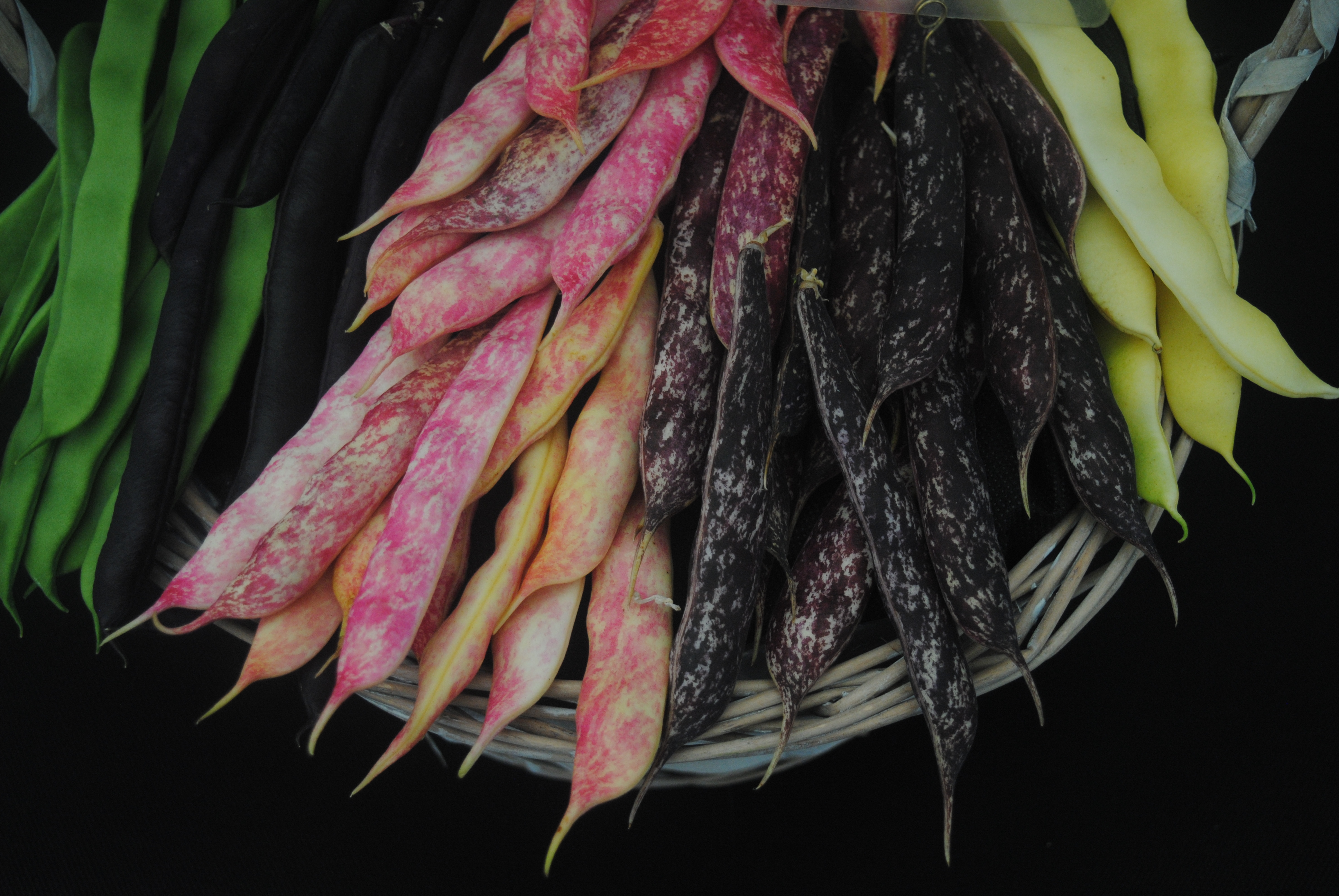
Varietăți de fasole verde urcătoare (din stânga): 'The Hunter,' 'Cosse Violette,' 'Rob Roy,' 'Rob Splashed,' 'Kingston Gold'

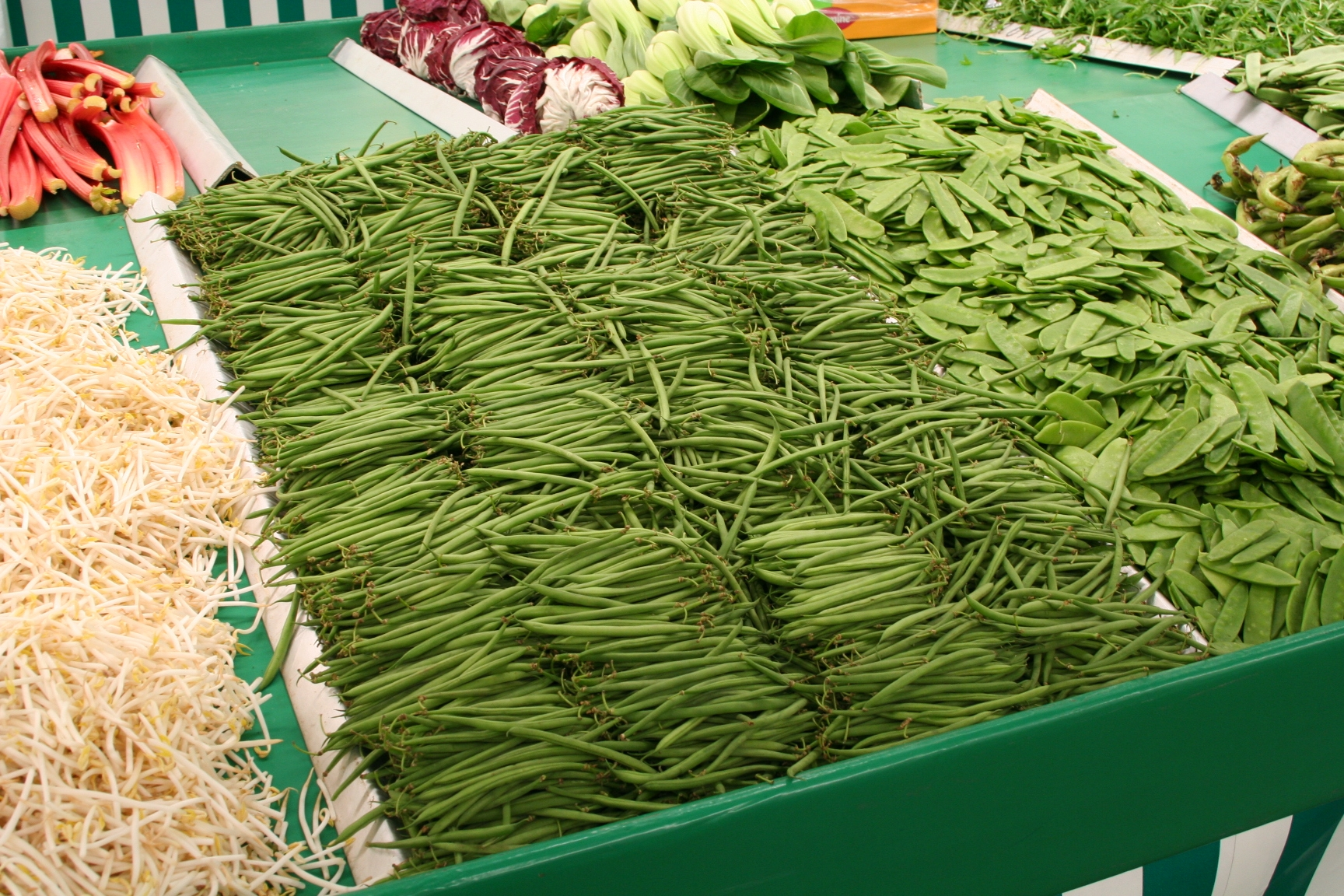
Fasole verde extrafină filet

Termenul de „fasole verde” sau „fideluță” se folosește pentru păstăile imature ale lui P. vulgaris, dar si ale altor plante asemănătoare fasolei comune, cum ar fi fasolea gigant (elefant) (Phaseolus coccineus), fasolea chinezească (Vigna unguiculata subsp. sesquipedalis) și fasolea-zambilă (Lablab purpureus). Toate acestea sunt pregatite în mod similar, adesea aburite, prăjite, coapte sau puse în supe și ciorbe. Pot fi și murate, asemenea castraveciorilor.
Exită fasole „cu ațe” sau „fără ațe”, cărora le lipsește un fir dur și fibros care trece de-a lungul păstăii. Prima fasole „fără ațe”
a fost cultivată în 1894 de Calvin Keeney în timp ce lucra în orașul  Le Roy, New York. Majoritatea varietăților comerciale sunt „fără ațe”  și de port pitic (fasole oloagă).
Varietățile cu păstai de culoare verde, mov, roz sau dungate se mai numesc „crocante” pentru ca atunci cînd sunt rupte în două se aude un sunet asemănător ruperii unui bețigaș. Păstăile galbene mai sunt numite și păstăi „cerate” datorită aspectului lucios al tecii. Forma păstăilor variază de la circular (numite păstăi „filet”) la aplatizat (numite păstăi „romano”). 
Păstăile de fasole verde sunt recoltate atunci când cresc rapid, cărnoase, fragede (nu dure și fibroase) și de culoare strălucitoare, iar semințele sunt mici și subdezvoltate (8 până la 10 zile după înflorire).

### Fasolea săltăreață
Nuña este o subspecie andină, P. v. subsp. nunas (fostul grup P. vulgaris Nuñas), cu semințe rotunde, multicolore, care seamănă la aspect cu ouăle de porumbei. Când este gătită la foc mare, fasolea explodează, expunând partea interioară în felul floricelelor și a altor boabe umflate.

### Carte de bucate
|  |
|  |
|  |
|  |
|  |

Fasolea poate fi gătită ca fel de mâncare de legume, într-un preparat mixt cu sau fără carne sau în supă.

##### Câteva feluri de mâncare de pe diferite continente
- În America de Nord:
  - În SUA:
    - Chili con carne în Texas, este un fel de mâncare condimentată cu ardei iuți, carne (de vită), roșii și deseori fasole;
    - feijoada sau cassoulet brazilian cu fasole neagră și orez;
    - succotash, fel de mâncare tradițională a tribului Narragansett (nord-estul Statelor Unite) făcut din fasole de lima și porumb;
    - caserola de fasole verde, un preparat realizat din fasole verde și ceapă prăjită într-un sos de cremă groasă, este o specialitate americană creată în 1955 de Campbell Soup Company și servită de Ziua Recunoștinței.

  - În Mexic, fasolea este sursa principală de proteine:
    - frijoles de olla (proaspăt gătite) și frijoles refritos (prăjite de două ori);
    - enfrijoladas, tortilla acoperite cu sos pe bază de fasole;
    - panuchos, tortilla umplute cu fasole în mai multe straturi ;
    - moros con cristianos, fel de mâncare din fasole roșie, orez și pătlagină prăjită [39] .

  - În Quebec, Canada, fasole la cuptor, un fel de mâncare făcut din fasole.
- În America de Sud:
  - locro, o tocană probabil cu origine incașă, este foarte populară în Bolivia, Ecuador, Chile, Paraguay, Argentina și Columbia. Este făcută din fasole, porumb, cartof și dovlecel.
- In estul Mijlociu :
  - În Iran, fasolea albă este folosită în Ab-gousht, fasolea pinto în Ghormeh-sabzi și fasolea verde în Loubia-polow.
- In Europa :
  - În România, fasole bătută, iahnie de fasole și ciorbă de fasole boabe sunt câteva dintre felurile tradiționale și des întâlnite.
  - În Portugalia, multe feluri de mâncare tradiționale sunt făcute cu fasole, cea mai comună fiind feijoada, pentru care fiecare regiune are propria rețetă. Salata rece de fasole este un clasic.
  - În Italia:
    - paste si fagioli minestrone ;
    - Supă italiană de fasole albă ;
    - ribollita, supa de legume reincalzita, cu fasole alba uscata, varza savoia, paine sandwich, bacon slaba si oase de sunca ( Toscana ) (Italia) [40] ;

  - În Franța:
    - supă de fermă [41] ;
    - fasolea este gătită în stil burgundian, stil breton, stil occitan, stil Berrichonne, stil Ardéchoise, stil provensal. Se consumă calde, simple sau cu sos sau smântână sau reci cu vinegretă sau cu ulei de nucă;
    - Fasolea rosie à la vigneronne este un fel de mancare din regiunile viticole franceze, făcută din fasole roșie gătita cu vin roșu si bacon.
    - În Franța, fasolea flageolet însoțește în mod tradițional pulpa de miel.
    - în sud-vestul Franței, cassoulet, căruia mai multe orașe (Castelnaudary, Toulouse, Carcassonne) îi contestă paternitatea, este o supa copioasa în care fasolea alba uscată însoțește varza verde;
    - supa pistou din Provence cu nuci de cocos roz de la Eyragues
    - În Saintonge, prânzul luat de școlar este de multe ori fasole pe o felie de pâine.

  - În Turcia, o specialitate turcească numită kuru fasülye - pilav este un fel de mâncare compus din fasole albă și orez.
  - fabada în Spania (Asturias) ;
  - Birnen, Bohnen und Speck, specialitate dulce-acrișoară, făcută din fasole verde, pere și slănină, în Germania (Hamburg).
  - În Belgia, salata Liège, un fel de tocană de fasole verde amestecată cu cartofi și slănină [42] ;
  - lobio, un tip de paté de fasole caucazian care se prepară cu piure de fasole, miez de nucă tocat și ceapă.
- În Africa (fasolea folosită este adesea din genul Vigna )
  - loubia sau chorba loubia în Maghreb, o supă groasă de fasole albă adesea condimentată, una dintre cele mai populare feluri de mâncare din regiune;
  - fripturi de fasole în Benin;
  - fasole si orez cu sos djâ.
- În Japonia, fasolea este folosită în preparate dulci (acestea sunt în general fasole azuki, genul Vigna )
  - zenzai, desert sub forma de supa dulce ;
  - wagashi, produse de patiserie tradiționale.
- În Oceania :
  - Halo-halo, un desert filipinez.

## Soiuri

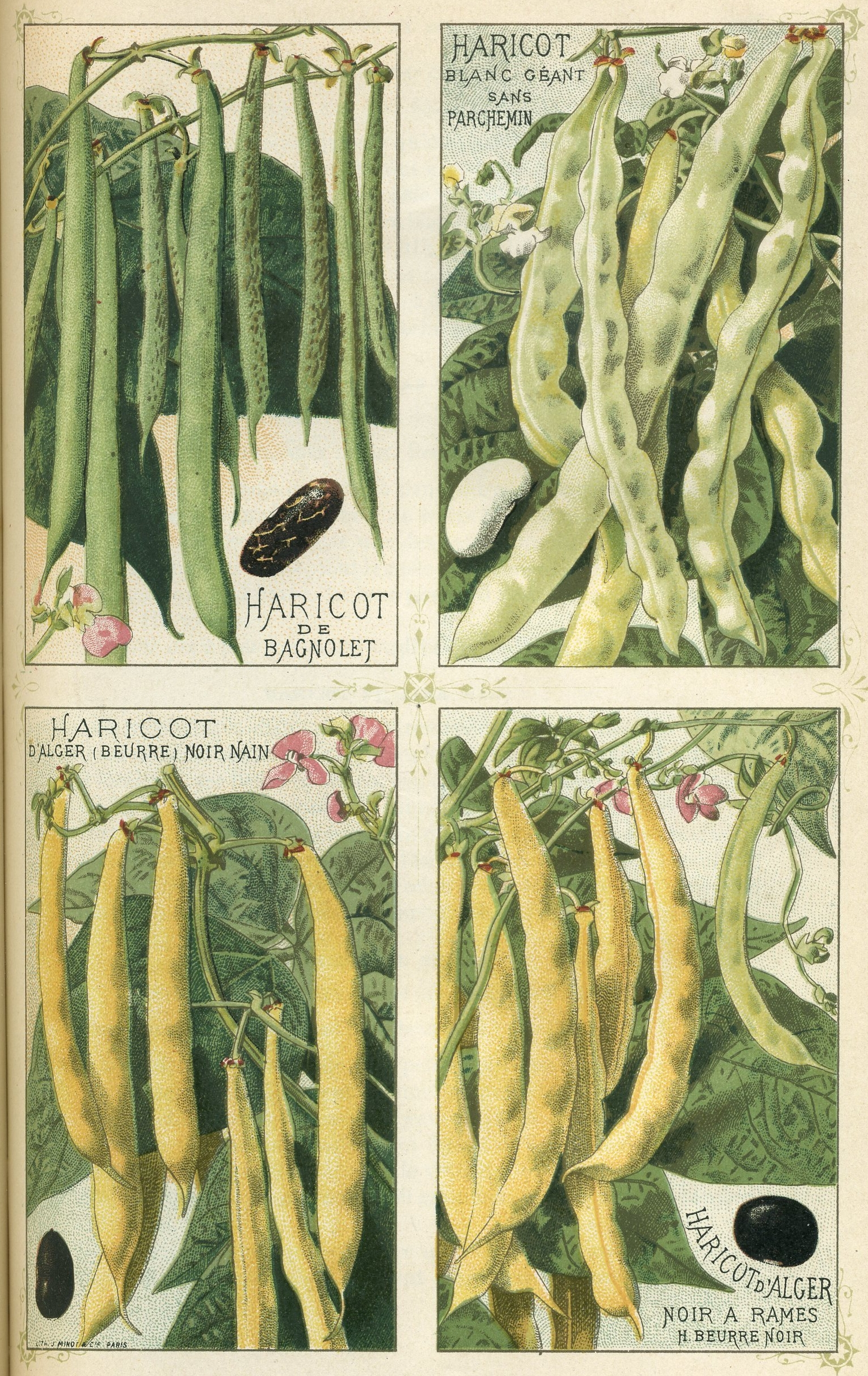
Soiuri de fasole ilustrate în Les plantes potagères, catalogul producătorului francez de semințe Vilmorin-Andrieux et Cie (1891)

Au fost listate peste 14 000 de soiuri de fasole. Conservatorul principal care menține și distribuie aceste soiuri este Centrul Internațional pentru Agricultură Tropicală (CIAT) situat în Cali, Columbia .
În catalogul european de specii și soiuri sunt aproximativ 1400 soiuri de fasole , dintre care peste 230 (aproape 200 pitice și 40 urcătoare) provin din Franța  și 115 din Italia. 
În general, soiurile românești se împart în diverse categorii în funcție de întrebuintarea principală a soiului. De reținut că orice soi poate fi întrebuințat atât pentru folosirea păstăilor imature („fasole verde”), cât și pentru producerea de fasole uscată („fasole boabe”): 
A. Din punct de vedere al stilului de creștere:
1) Fasole pitică (oloagă, de tufiș):
- 'Auria de Turda' - păstăi de culoare galbenă, curbate
- 'Sondela' - păstăi de culoare galben-aurie

2) Fasole urcătoare (cățărătoare):
- 'Otilia' - păstăi late de culoare galbenă
- 'Auria de Bacău' - păstăi late, de culoare galbenă, fără ațe
- 'Ecaterina' - păstăi late, de culoare galben-aurie, fără ațe, boabe de culoare bej

B. Din punct de vedere al culegerii:
1) Fasole „verde”:
- 'Fideluța de Dâmbovița' - păstăi de culoare verde deschis
- 'Ileana' - fasole pitică cu păstăi de culoare galbenă, cilindrice
- 'Maxidor' - fasole pitică cu păstăi de culoare galbenă, cilindrice, crocante și bob alb

2) Fasole boabe:
- 'Iza' - boabele sunt de mărime medie, de culoare albă și au formă rotundă
- 'Pestriță' - boabe cu pete colorate
- 'Roșie' - boabe de mărime mică-medie, de culoare roșu-maroniu

Lista de mai jos cuprinde soiuri comune cultivate în întreaga lume și nu este deloc exhaustivă. Culorile și formele păstăilor și semințelor variază foarte mult. 

Soiuri de fasole
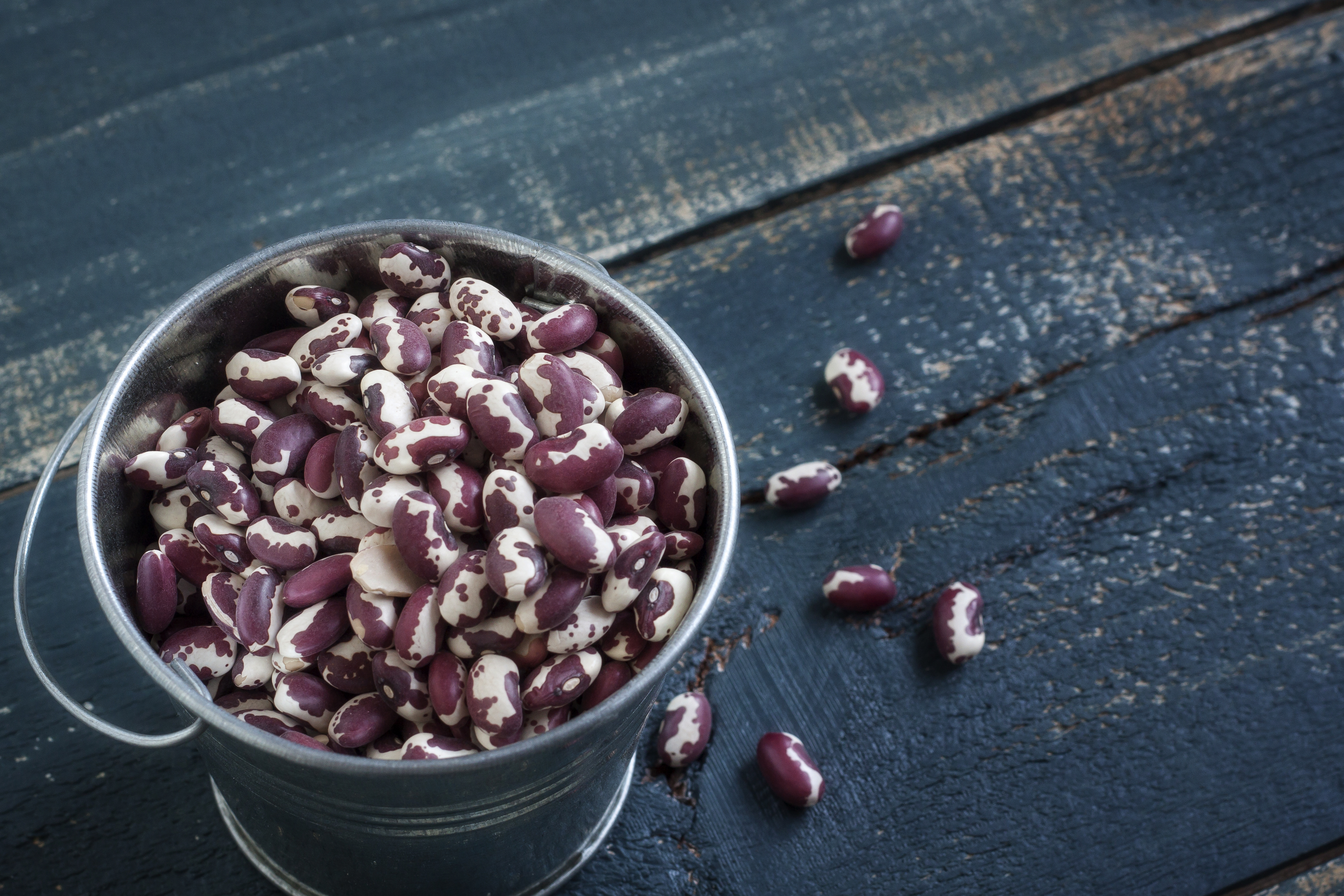
'Anasazi', cultivată pentru prima oară de amerindienii nord-americani Pueblo. Este uneori confundată cu 'Jacob's cattle' care are și puncte roșii, nu numai pete roșii.
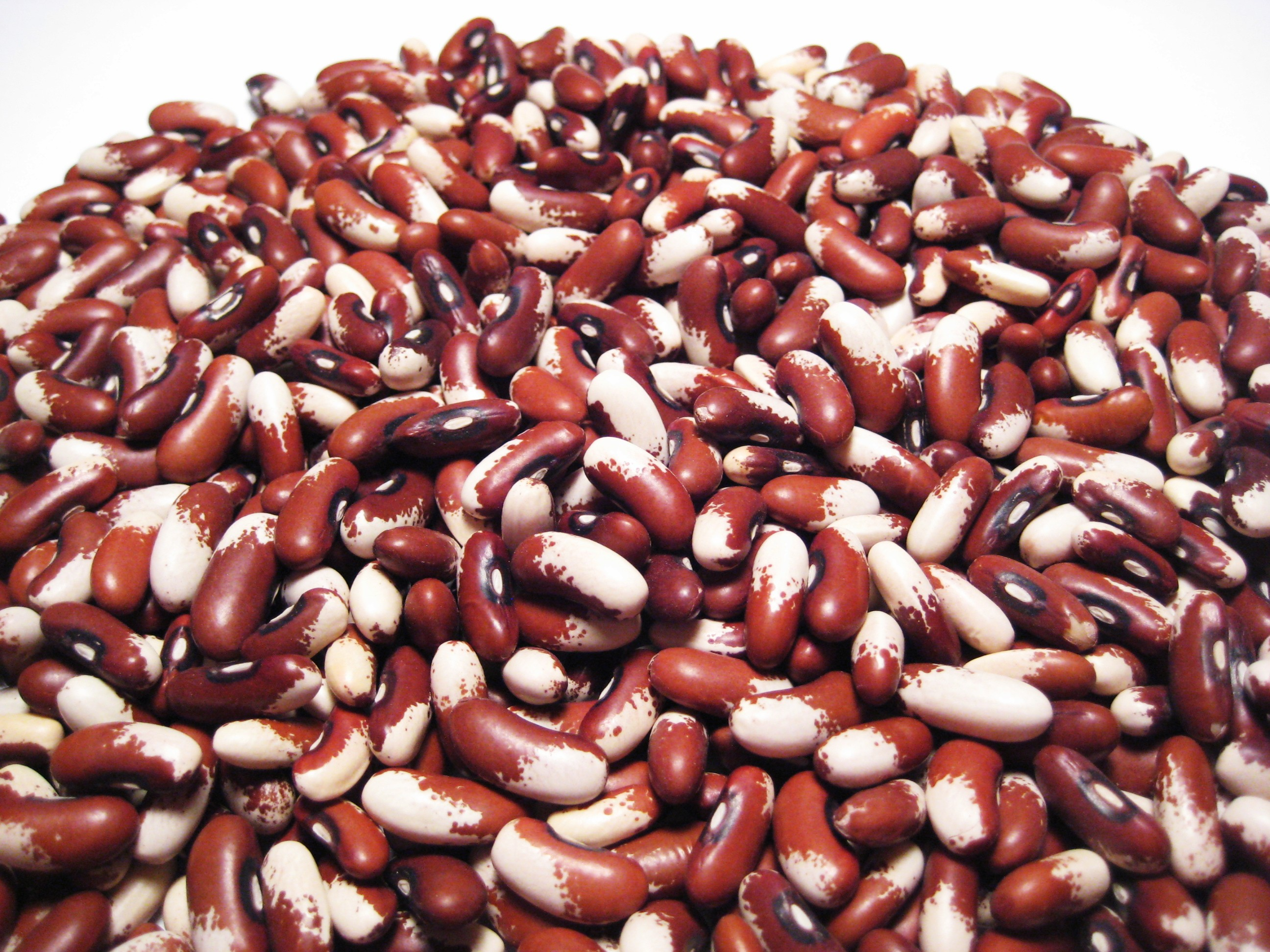
'Appaloosa' are un capăt crem și celalalt roșu-maroniu. Este numită după poneii tribului Nez Perce, cultivată pentru prima oară în statul Washington
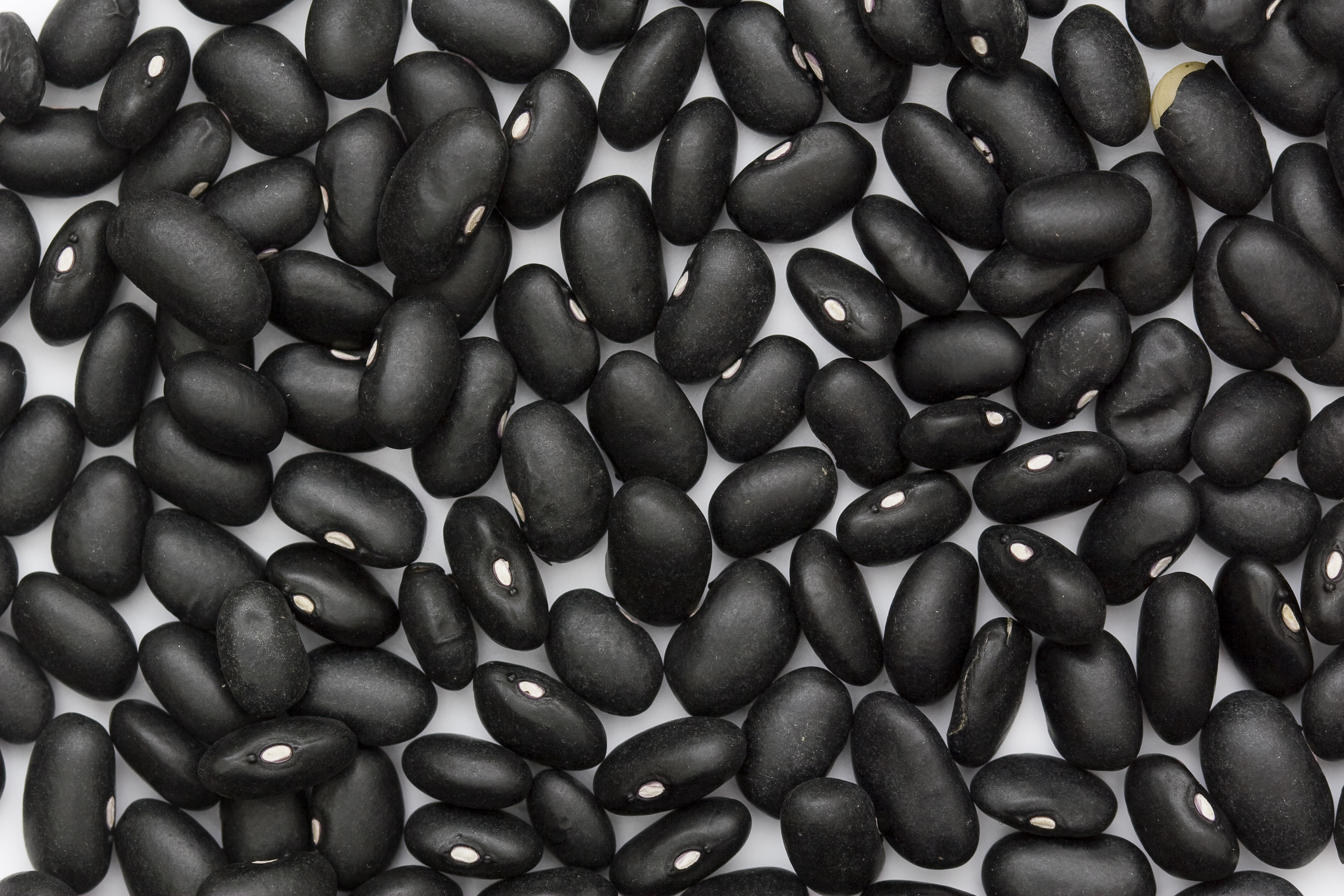
Fasole neagră, des întâlnită în bucătăria Latino-Americană. Soiuri comune sunt 'Broasca țestoasă neagră', 'Zorro', 'Condor' și 'Jaguar'
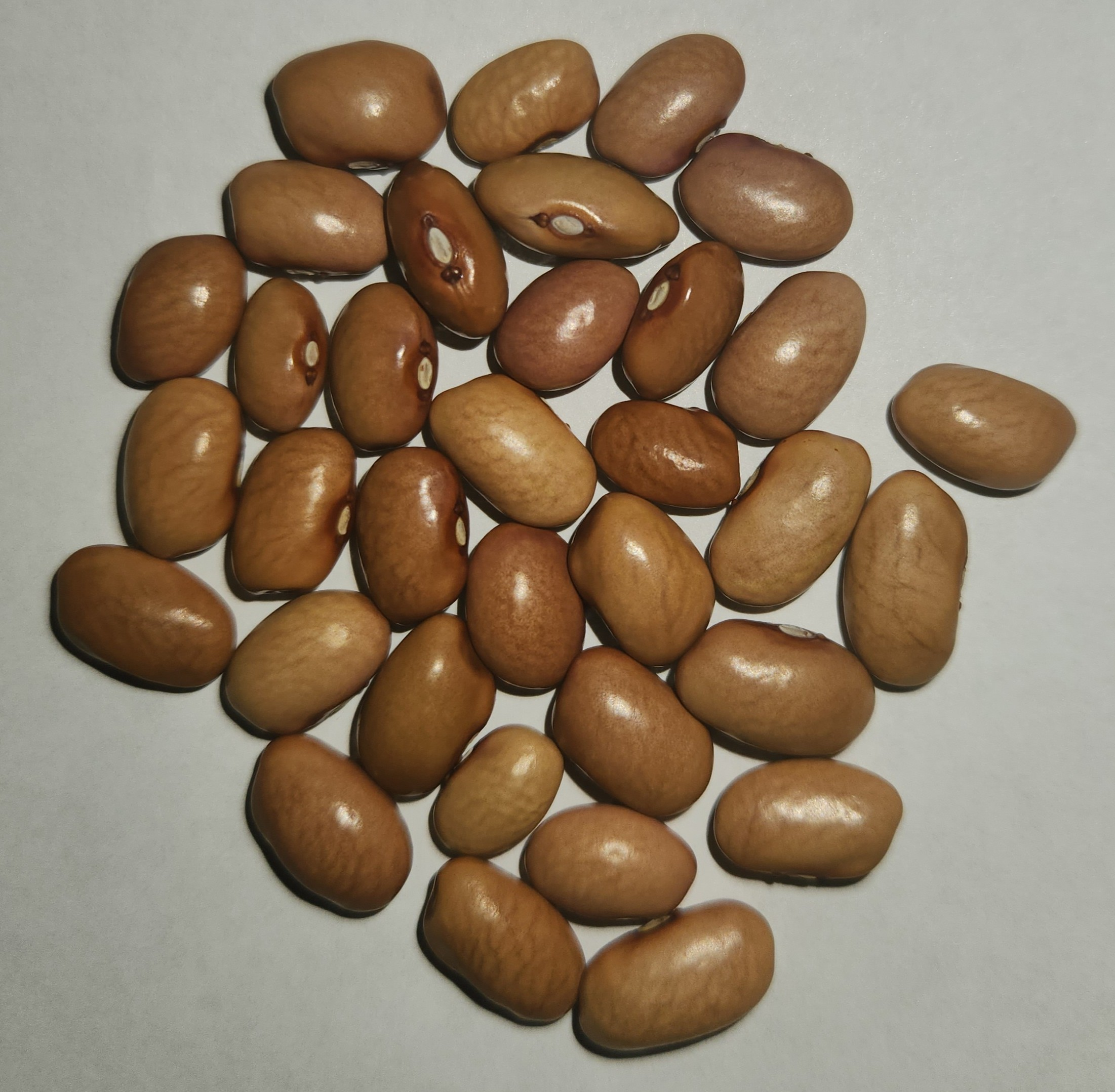
'Bolita', folosită în statele americane New Mexico și Colorado
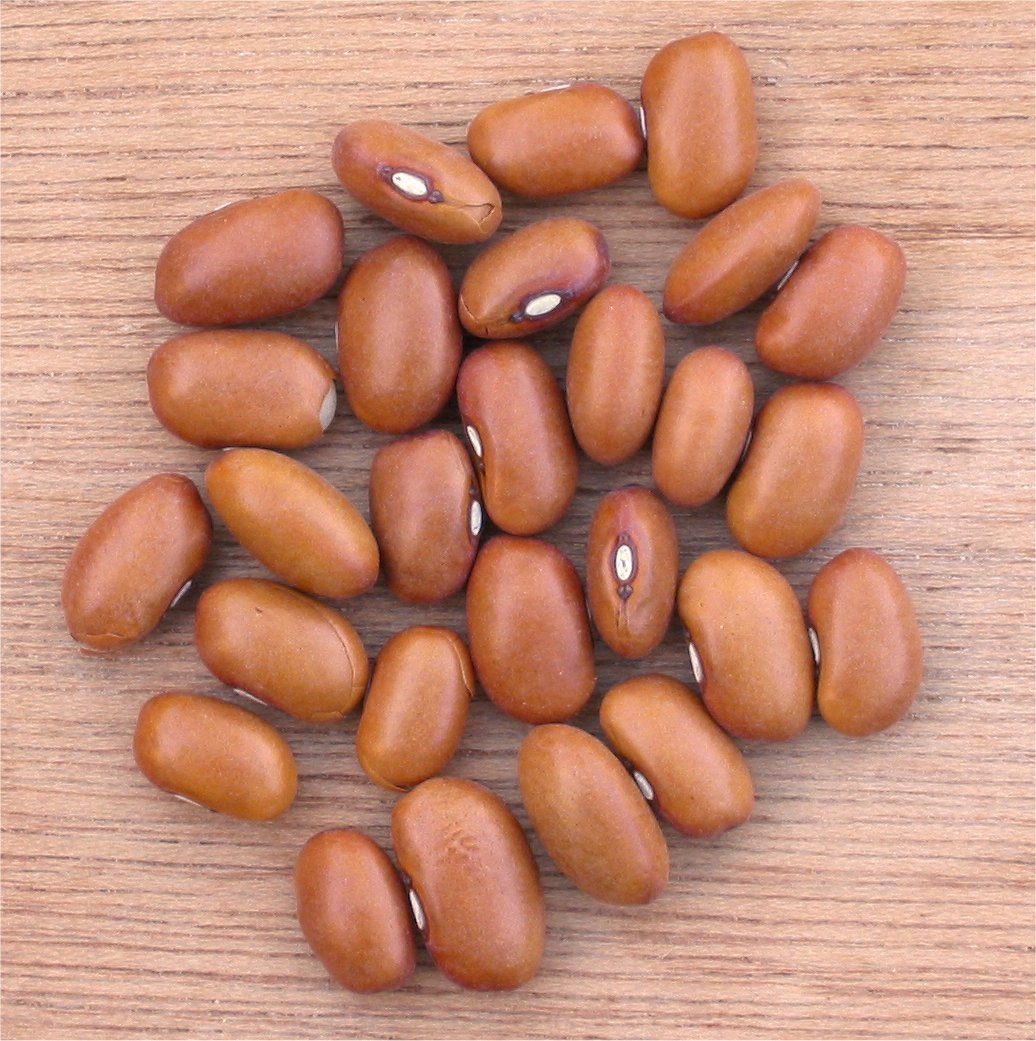
'Bruna olandeză' e o un soi vechi olandez, pitic, folosit în principal pentru boabe uscate
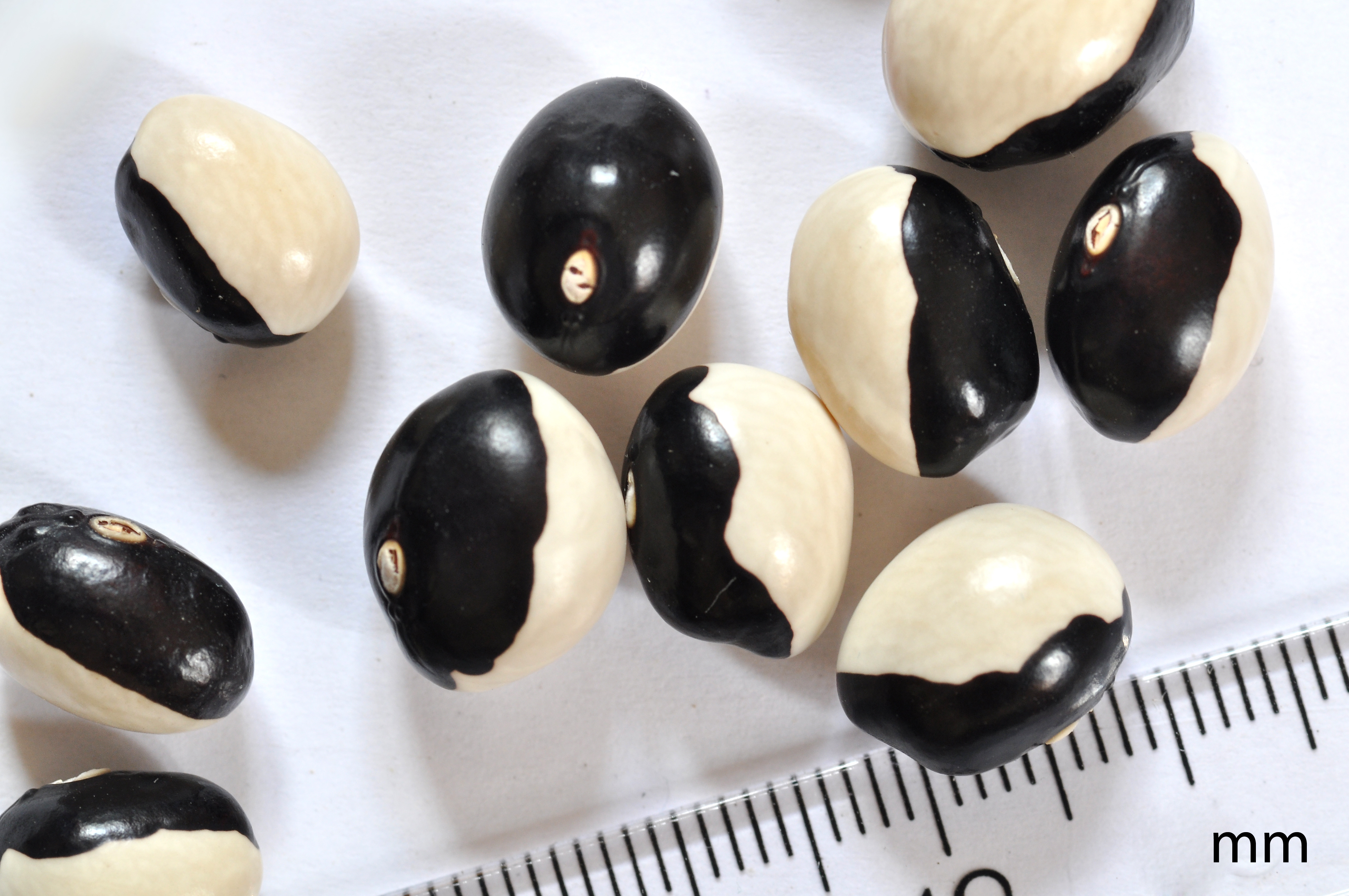
'Calypso', numită și fasole 'Panda', 'Yin Yang' sau 'Orca'
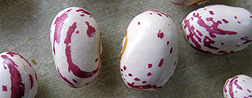
'Cranberry', originară din Colombia. Varianta italiană are o piele mai groasă; cel mai cunoscut soi este 'Borlotto Lingua di Fuoco'
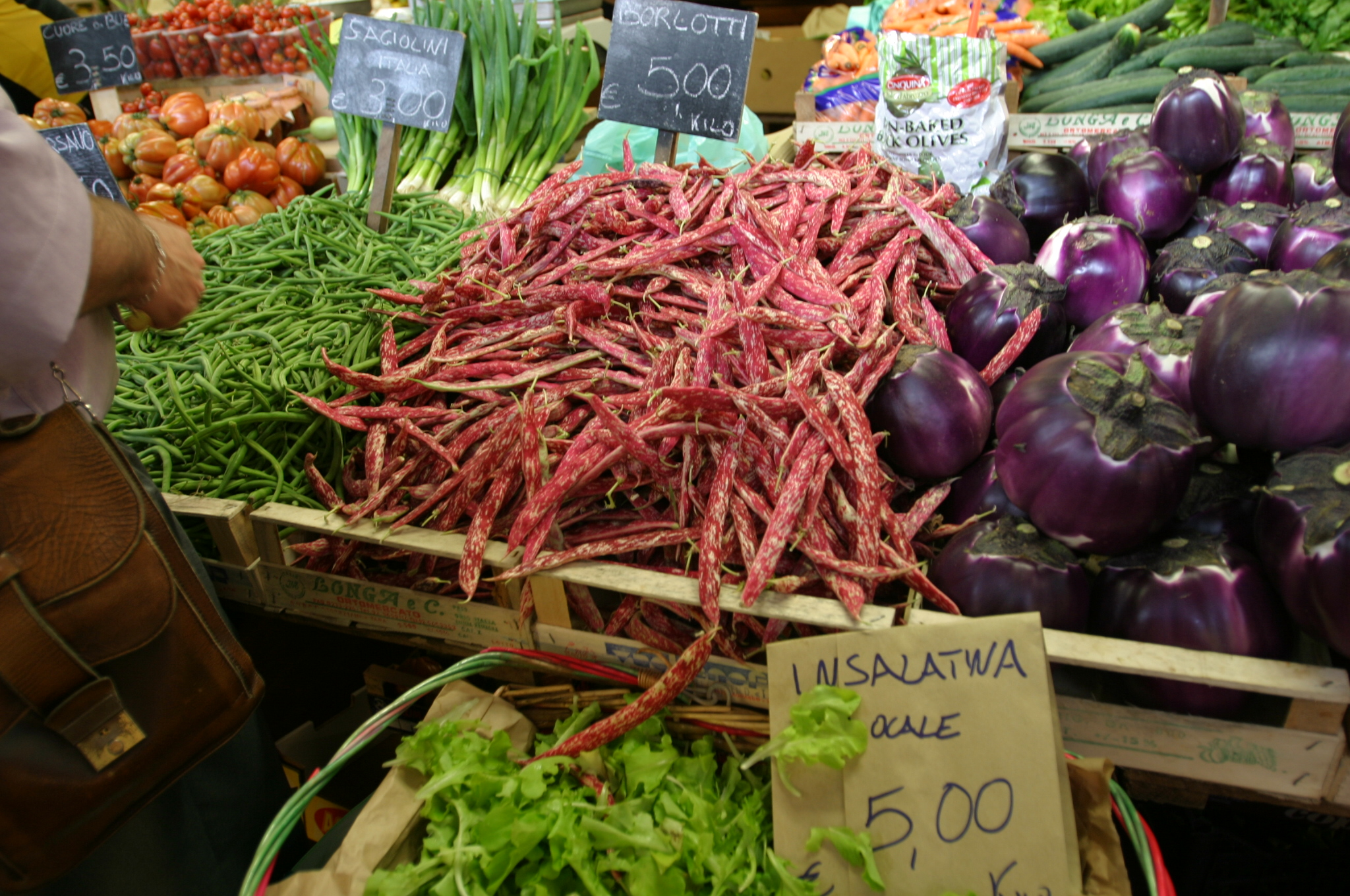
'Limba dragonului', un soi similar cu fasolea 'borletti' italienescă, cu deosebirea că coaja bobului e verde-deschis
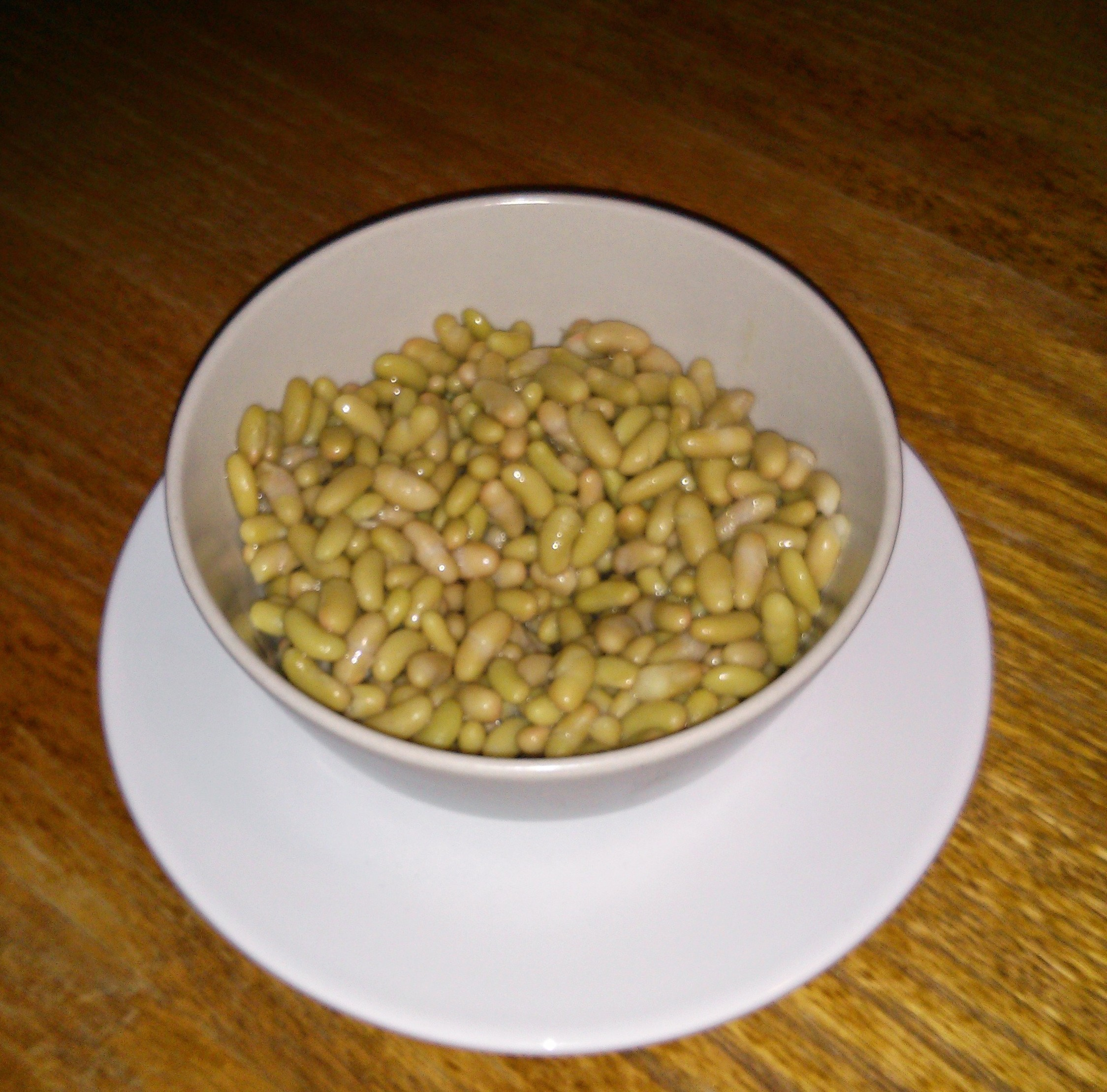
'Flageolet', de origine franțuzească unde acompaniază mâncărurile de miel
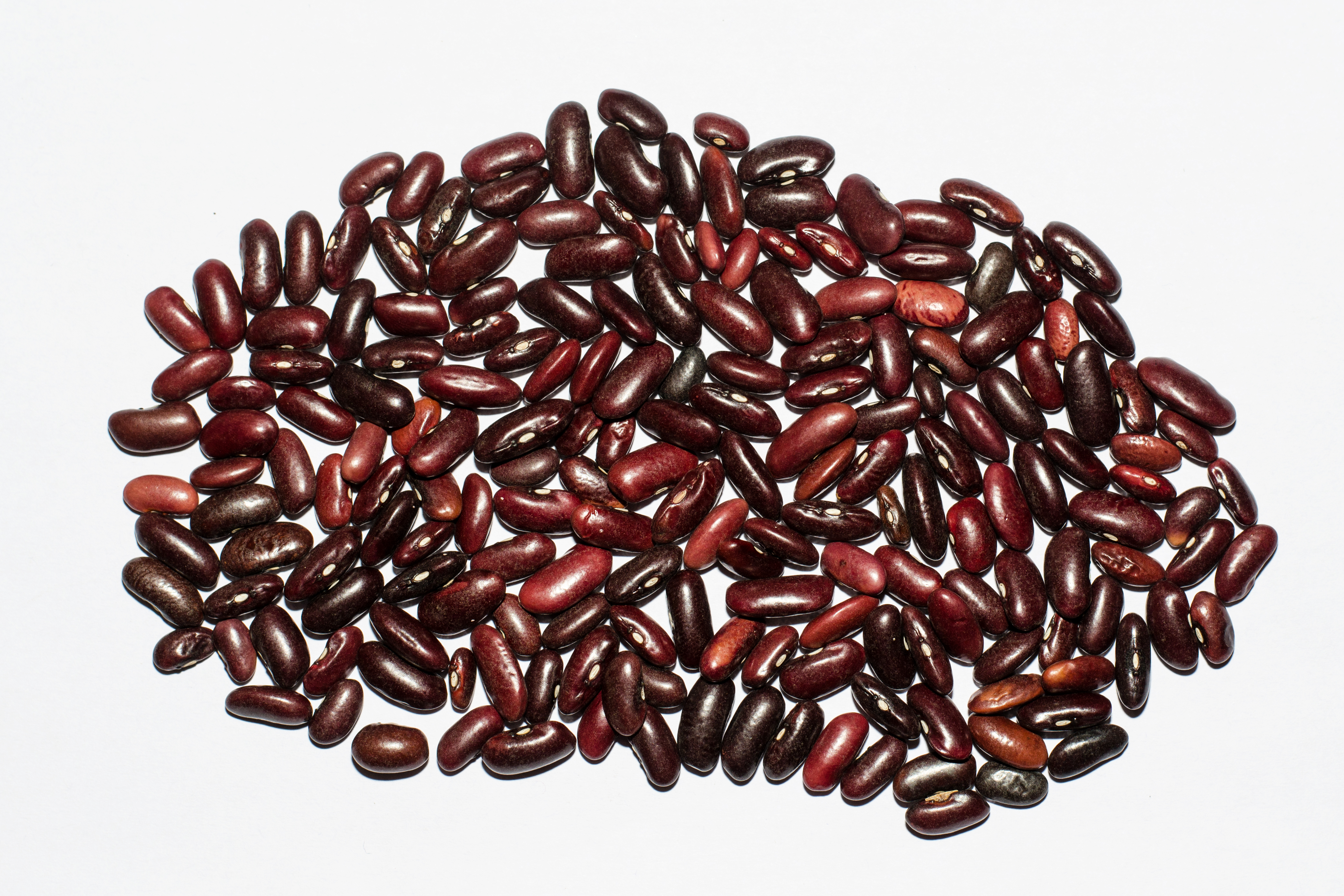
Fasole roșie („rinichi”), des folosită în bucătăria din India dar și cea din America de Nord unde este folosită pentru prepararea chili con carne. Există și o variantă albă folosită în bucătăria italienească numită 'cannellini'
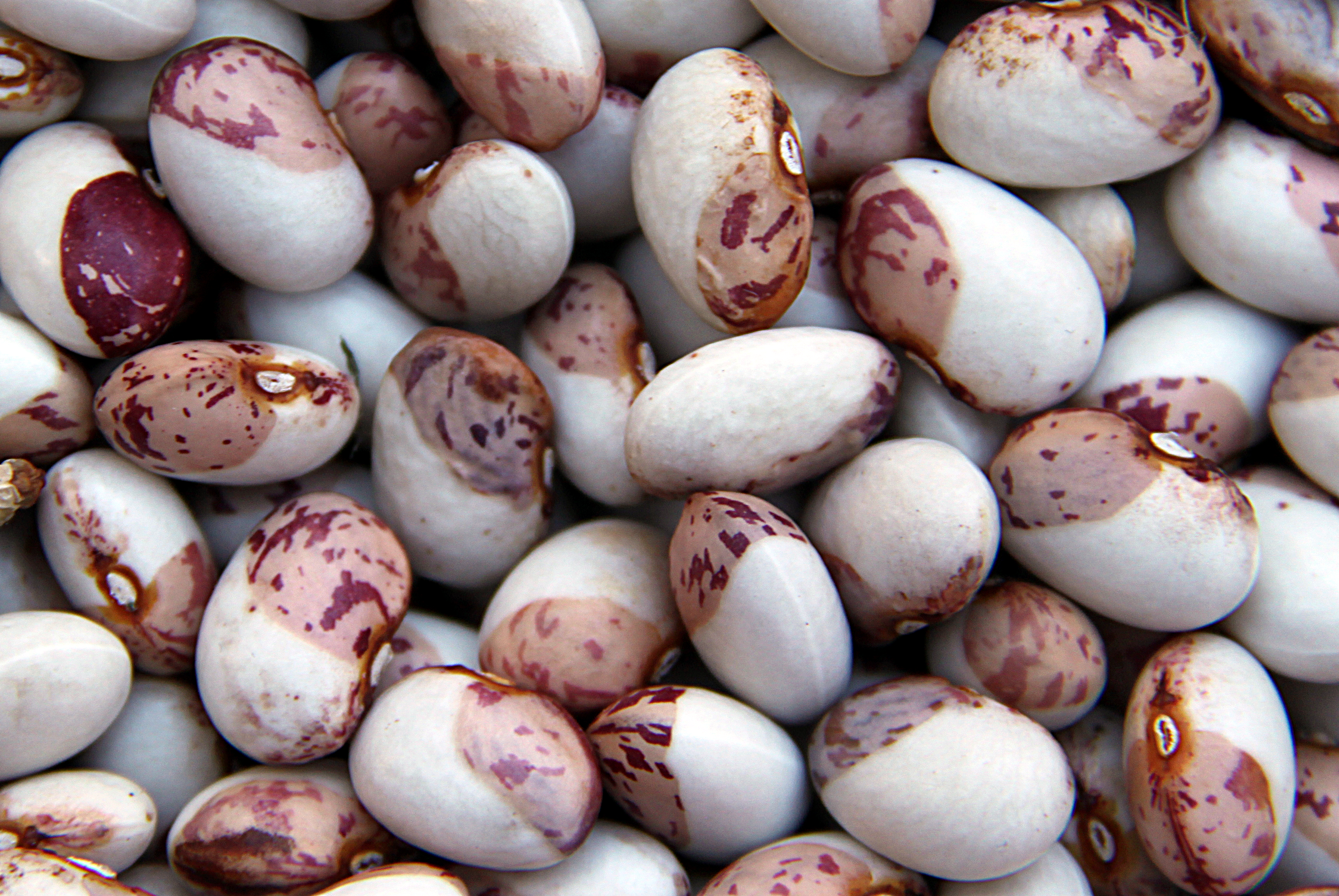
'Mocha cu Cireșe', o varietate bulgarească urcătoare
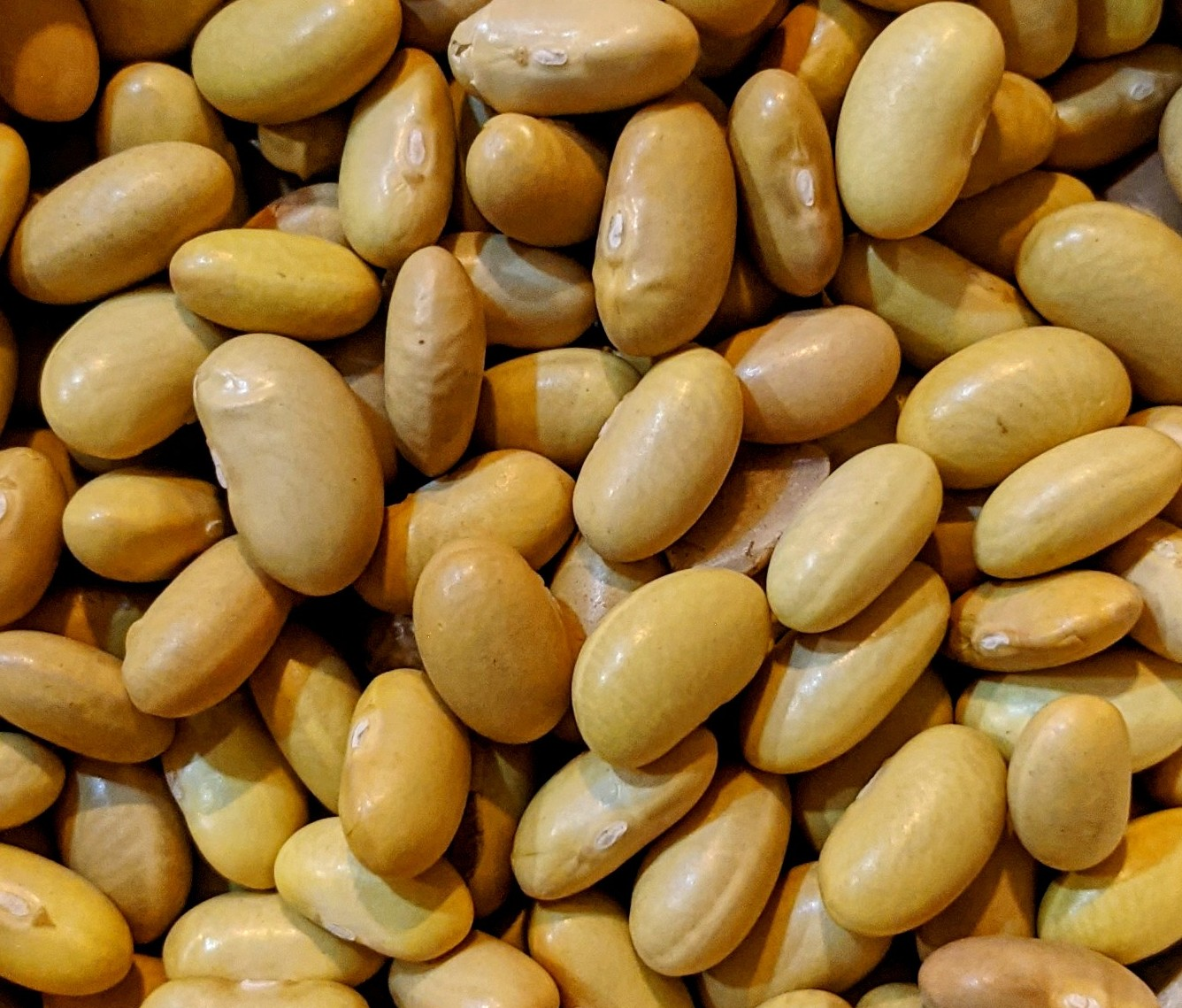
'Peruano', o fasole galbenă mexicană
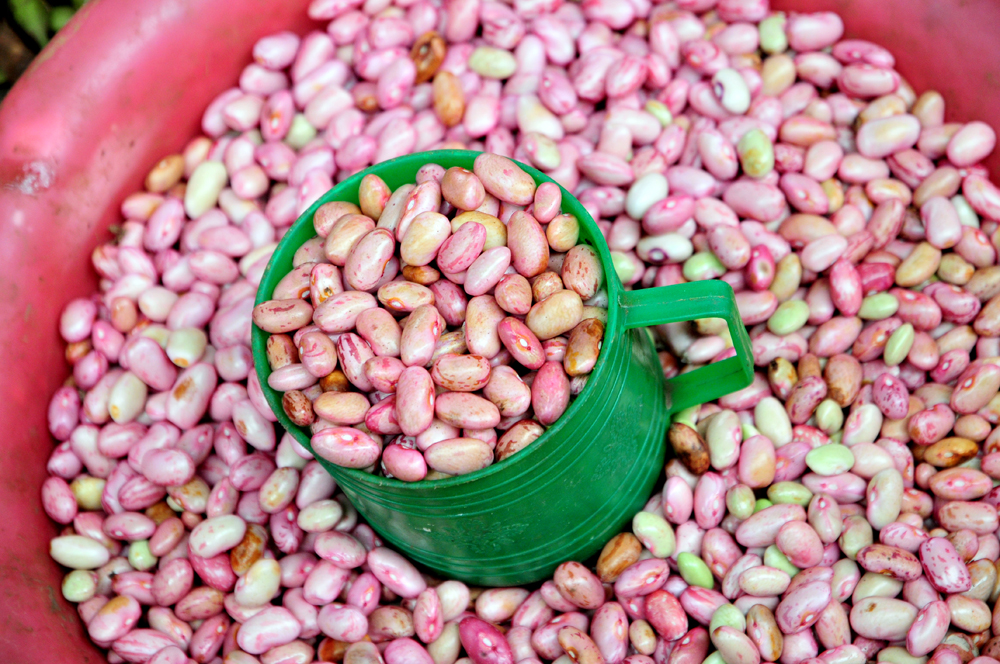
Fasole roz, cultivată comercial în statul California pentru că este ingredient necesar în sosul de Santa Maria
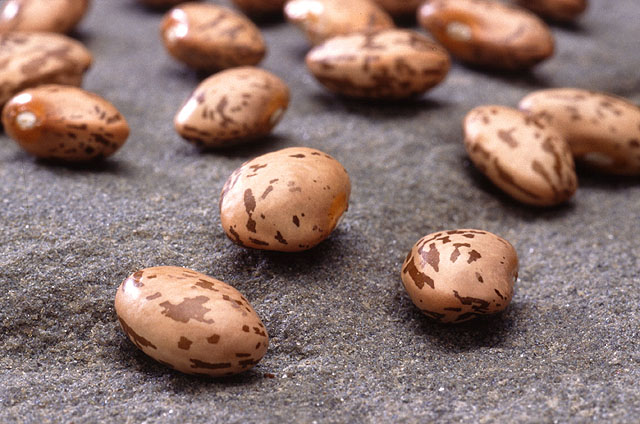
'Pinto', cea mai comună fasole din SUA
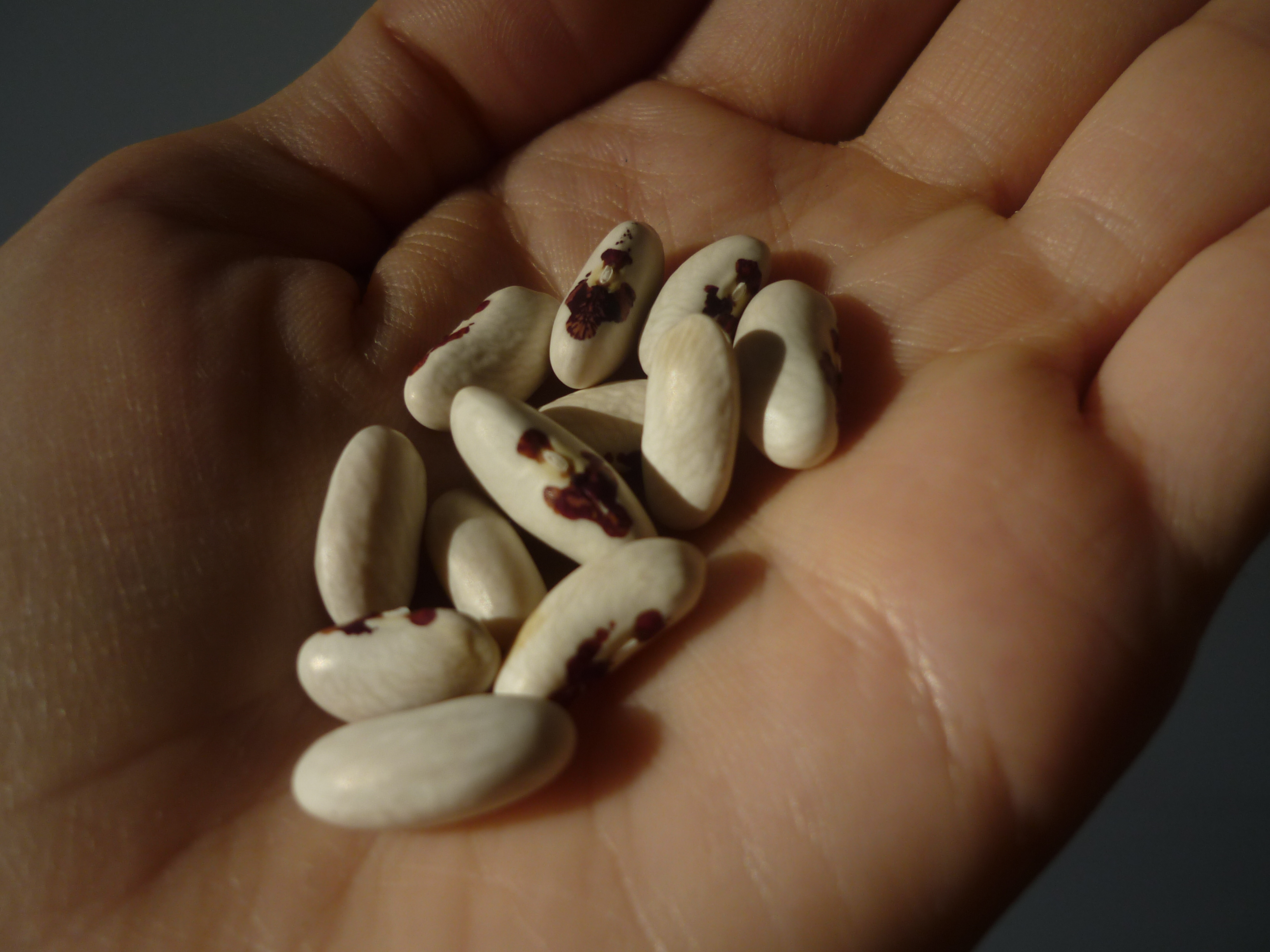
Fasole poloneză, cultivată ca act patriotic în secolul XIX pentru că pata maro din mijloc seamănă cu un vultur
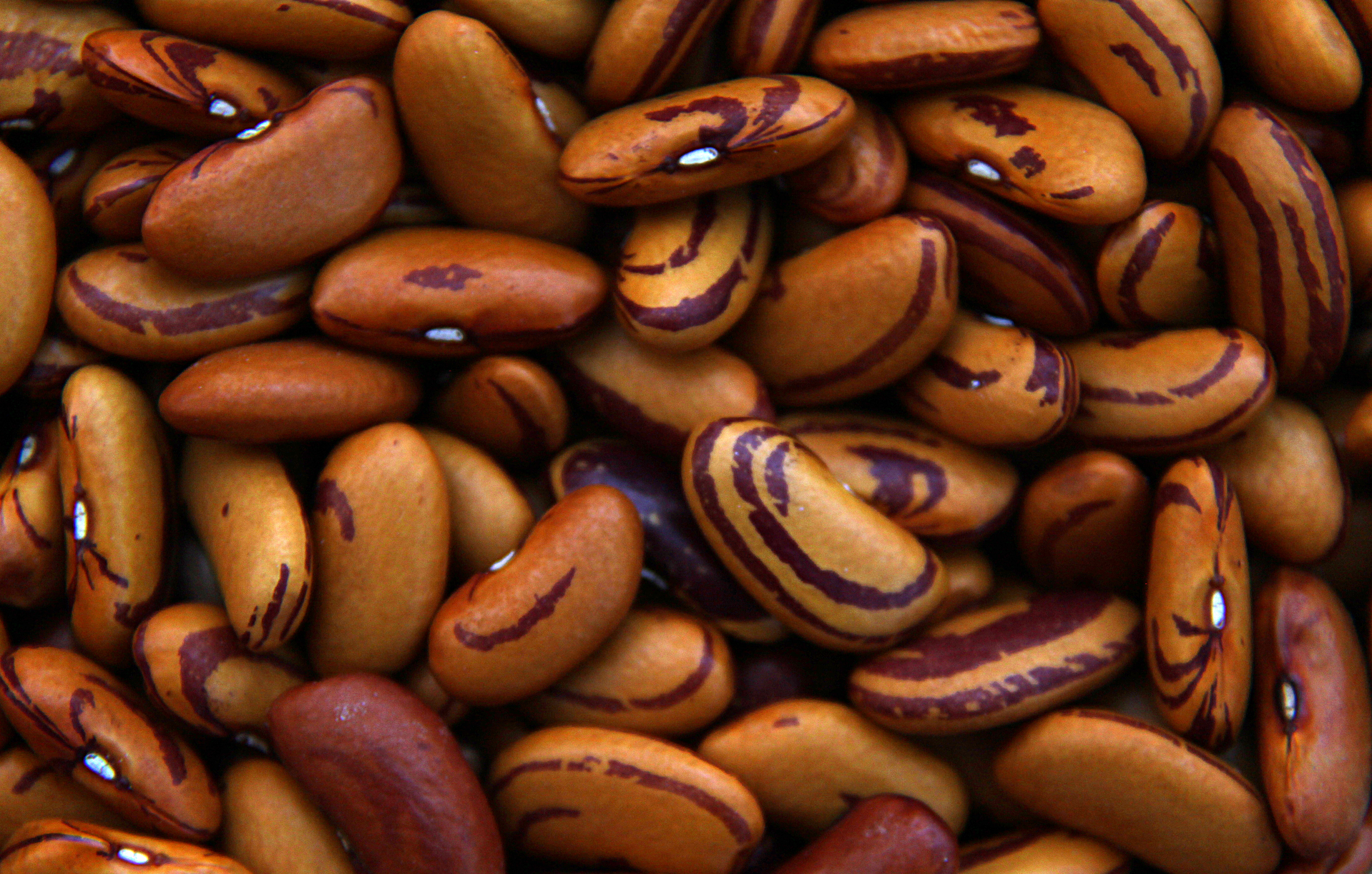
'Ochi de Tigru', varietate de fasole pitică din Chile sau Argentina
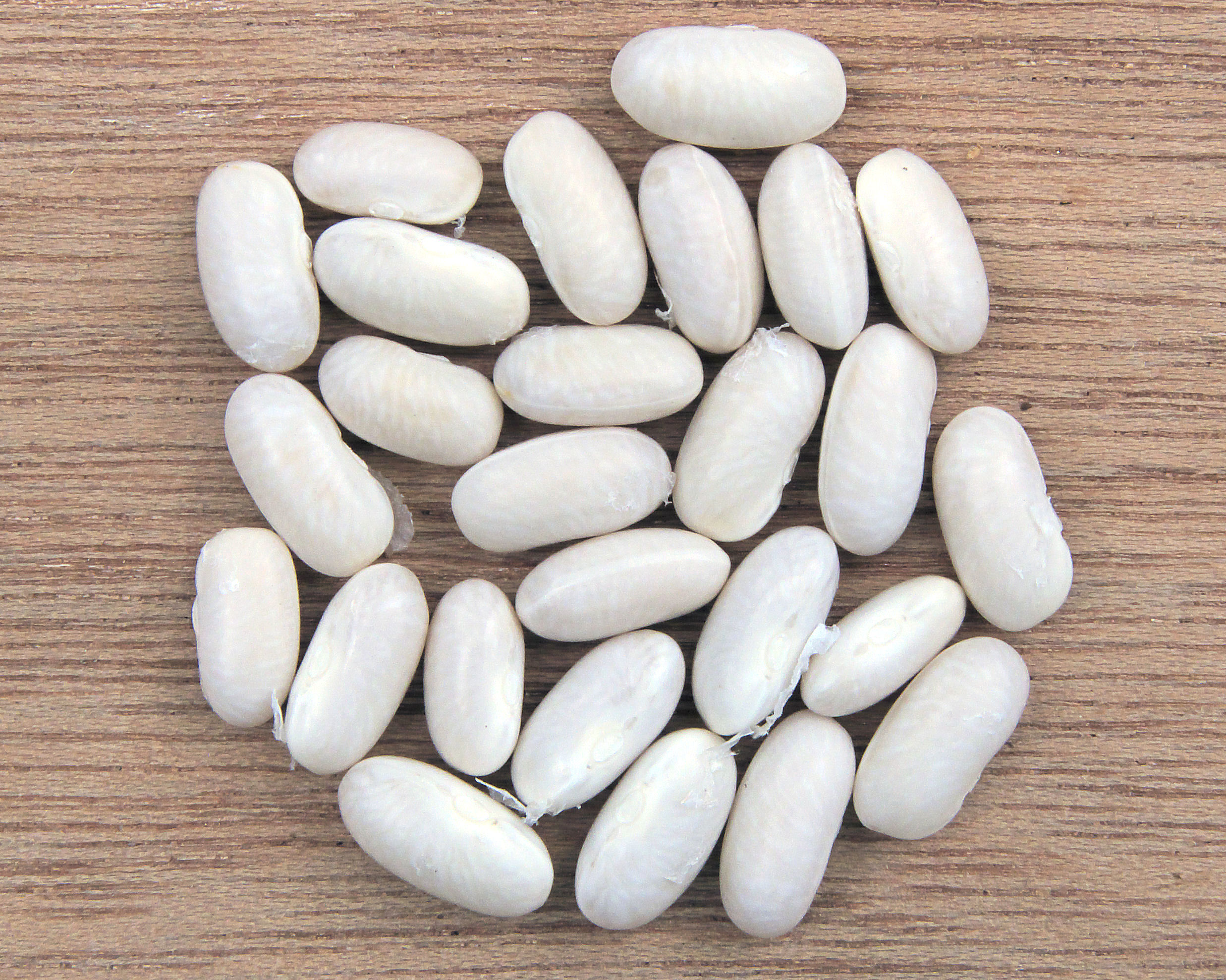
Fasole albă, numită în engleză 'navy beans'
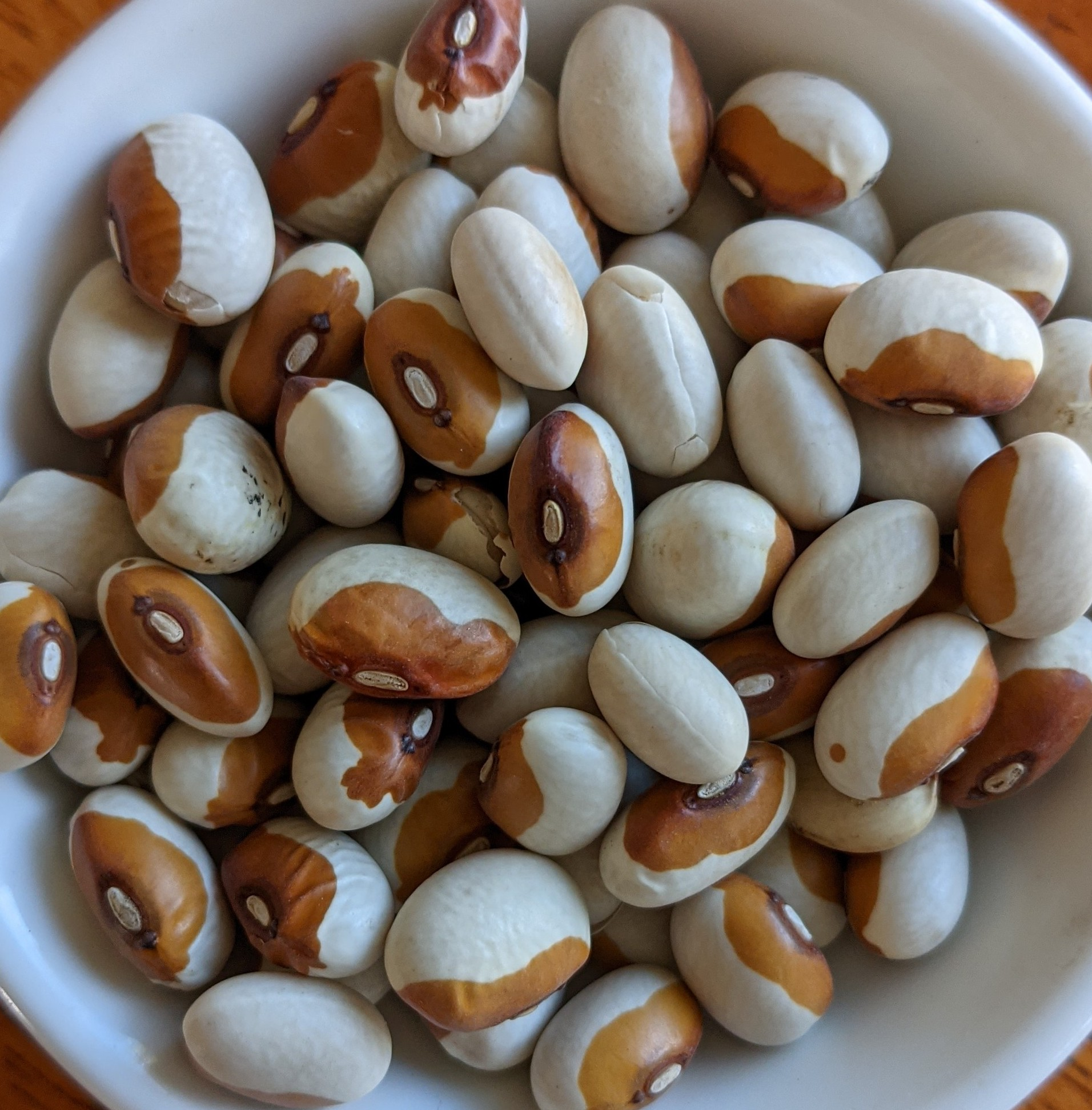
'Ochiul Galben de Maine', fasole americană populară în statul Maine

## Nutriție
Conținutul nutrițional variază în timpul etapelor de maturare a plantei. De exemplu, fasolea verde este bogată în vitamine, cum ar fi vitamina C, vitamina K, vitamina B6, în timp ce fasolea uscată este bogată în minerale și folați (vezi tabelele nutriționale).
Consumul poate produce flatulență din cauza rafinozei .

## Toxicitate
Fasolea crudă sau insuficient gătită conține o proteină toxică numită fitohemaglutinină:254. Acest compus toxic este o lectină prezentă în multe soiuri comune de fasole, dar este concentrat în special în fasolea roșie „rinichi”. Soiul „rinichi” alb conține aproximativ o treime din mai multe toxine decât soiul roșu; fasolea bob (Vicia faba) conține 5 până la 10% mai mult decât fasolea roșie. 
Fitohemaglutinina poate fi inactivată prin gătirea fasolei timp de zece minute la punctul de fierbere (100°C). Gătirea insuficientă, cum ar fi într-un aragaz lent la 80°C, este insuficientă pentru a dezactiva toate toxinele. Pentru a găti fasolea în siguranță, Administrația pentru Alimente și Medicamente din SUA recomandă fierberea timp de 30 de minute pentru a se asigura că se atinge o temperatură suficientă pentru a distruge toxina complet.  Pentru fasolea uscată, FDA recomandă, de asemenea, o înmuiere inițială de cel puțin 5 ore în apă, care ar trebui apoi aruncată.  Focarele de otrăvire au fost asociate cu gătirea fasolei în aragazele lente.
Simptomele primare ale intoxicației cu fitohemaglutinină sunt greața, vomitatul și diareea. Debutul este de la una până la trei ore după consumul de fasole preparată necorespunzător, iar simptomele se rezolvă de obicei în câteva ore.  Chiar și consumul a patru sau cinci boabe de fasole crudă poate provoca simptome.  Conservele de fasole roșie sunt bune de utilizat imediat, deoarece au fost deja gătite.   
Șobolanii nu atacă rezervele de fasole, spre deosebire de cele ale cerealelor sau ale majorității altor plante cultivate, din cauza toxicității fitohemaglutininei. 
Fasolea este bogată în purine, care sunt metabolizate în acid uric. Acidul uric nu este o toxină, dar poate promova dezvoltarea sau exacerbarea gutei. Cu toate acestea, cercetări mai recente au pus la îndoială această asociere, constatând că aportul moderat de alimente bogate în purine nu este asociat cu un risc crescut de gută. 

## Alte utilizări
Frunzele de fasole au fost folosite pentru a prinde ploșnițele în case. Firele de păr microscopice (tricomi) de pe frunzele de fasole captează insectele .
S-a descoperit că Phaseolus vulgaris bio-acumulează zinc, mangan și fier și are o anumită toleranță la toxicitățile respective, ceea ce sugerează că planta ar putea fi folosită pentru bio-remedierea solurilor contaminate cu metale grele, deși rezultatele sunt modeste.  

## Organizații de cercetare
Au fost înființate diferite organizații internaționale pentru a dezvolta cultivarea acestei plante și a îmbunătăți performanța nutrițională și agronomică a acesteia.
Centrul Internațional pentru Agricultură Tropicală (CIAT), conservator a 14 000 soiuri de fasole, cu sediul în Cali (Columbia), este unul dintre cele cincisprezece centre de cercetare dependente de Grupul Consultativ pentru Cercetare Agricolă Internațională (CGIAR). 
În Europa, proiectul Phaselieu (acronim pentru Îmbunătățirea producției sustenabile de Phaseolus în Europa pentru consumul uman ) a urmărit în special stabilirea unui catalog de resurse genetice din genul Phaseolus  . Acest proiect, susținut financiar de Comisia Europeană, sa încheiat în 2001; a reunit zece țări europene (Germania, Austria, Belgia, Spania, Franța, Italia, Țările de Jos, Portugalia și Regatul Unit) plus Israel.

## În cultura populară

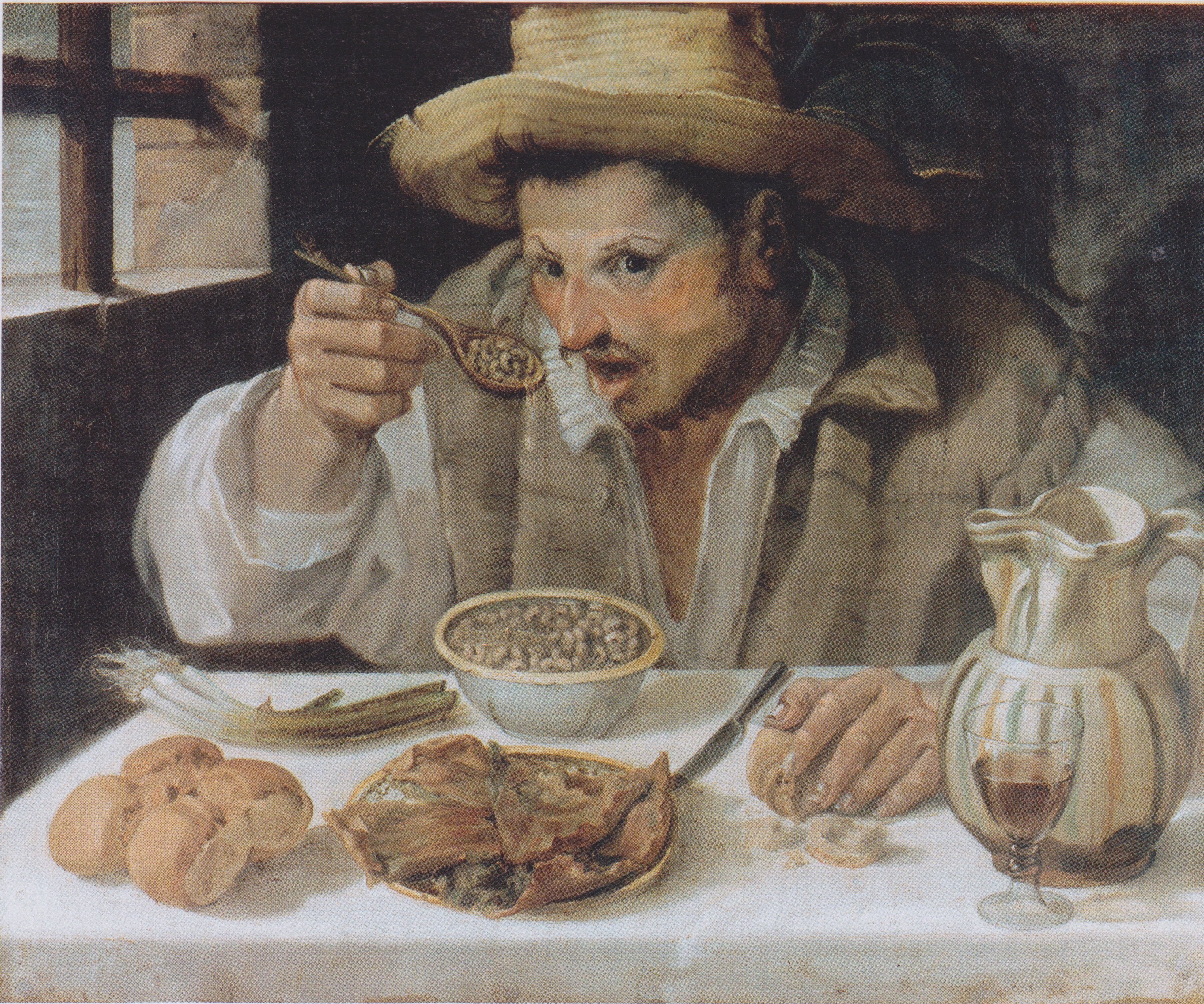
Mâncătorul de fasole (Italiană: Mangiafagioli), pictură de pictorul italian baroc Annibale Carracci (probabil 1583–1584), actualmente în Palazzo Colonna din Roma.

Fasolea este des întâlnită în literatură, film, muzică sau alte arte.
- Povestea fasolei urcătoare în Beau François de Maurice Genevoix.
- Fasolile lui Pitalugue, poveste de Paul Arène în Povești din Paris și Provence (1887) – Pitalugue, un fermier din Pertuis, un sat din Provence a cărui specialitate este fasolea, își pierde semințele la jocurile de noroc și cultivă fasole imaginară. [61]
- În Tortilla Flat, John Steinbeck detaliază viața fermierilor săraci din California anilor 1930 ai căror copii erau hrăniți exclusiv cu fasole și tortilla – „Un singur lucru ar putea amenința viața și fericirea familiei Cortez: o recoltă de fasole rea”.
- Jack și vrejul de fasole, basm englezesc pe tema căpcăunului păcălit, publicat în 1809 în colecția de Povești pentru bebeluși.
- The Baked Bean Queen, 1986, de Rose Impey și Sue Potter [62].
- Ștrumfii și boabele mov de fasole (2017) (franceză: Les Schtroumpfs et les haricots mauves) e o carte de benzi desenate de Studio Peyo și publicată de Le Lombard în 2017.
- Fasole,  cântec creat de Bourvil în opereta La Route fleurie (1952), cuvinte de Raymond Vincy, muzică de Francis Lopez [63] .

Fasolea a fost folosită în diferite metode de divinație. Ghicitul folosind fasole se numește favorință.

## Legături externe
- Rețete cu fasole în cartea de bucate
- Cultivarea fasolei: ce și cum să semeni ca să obții recoltă bogată, 5 mai 2014, stiriagricole.ro
- Phaseolus vulgaris în ILDIS - International Legume Database & Information Service.